# リトアニア語
リトアニア語（リトアニアご、リトアニア語: lietuvių kalba）は、主にリトアニアおよびその周辺国の一部の地域で用いられている言語。インド・ヨーロッパ語族のバルト語派に属す。リトアニアの公用語で、話者人口はおよそ302万人。

## 地理分布
リトアニア語は主にリトアニアで話されている。その他にもベラルーシ、ラトビア、ポーランド、カリーニングラード州（ロシア）に住むリトアニア人の間でも話されており、またリトアニア系移民も含めると、アイスランド、アイルランド、アメリカ合衆国、アルゼンチン、イギリス、ウルグアイ、エストニア、オーストラリア、カナダ、スウェーデン、スペイン、デンマーク、ノルウェー、ブラジル、フランス、ロシアでも話されている。
リトアニアでは、2,800,000人（2012年)がリトアニア語を母語としている。また2013年の統計によると、ポーランドにおいて5,050人の話者がいると報告されている。

### 公用語
リトアニア語はリトアニア共和国の公用語で、また欧州連合 (EU) の公用語でもある。

### 方言

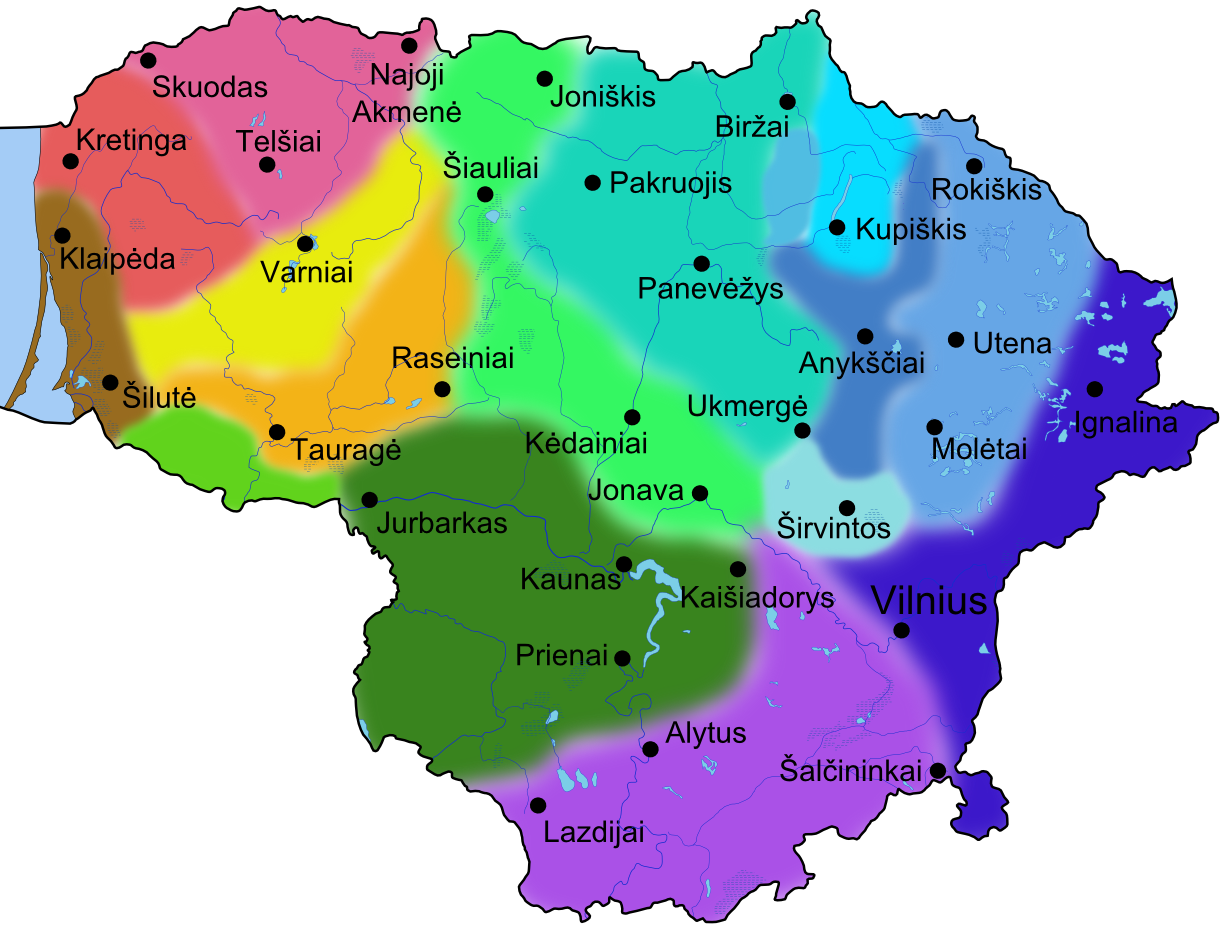
リトアニア語の方言。黄、赤、茶色はジェマイティヤ語、緑、青、紫色はアウクシュタイティヤ語。

リトアニア語には、主に内陸側のアウクシュタイティヤ方言（高地リトアニア語）と海岸側のジェマイティヤ方言（低地リトアニア語）の2つの主要な方言 (tarmės) がある。標準語とジェマイティヤ方言の違いは顕著である。現在のジェマイティヤ方言は13世紀から16世紀にクロニア語の影響を受けながら形成されていった。これらリトアニア語の方言はリトアニアの民族誌上の地方と強く関連している。
2つの方言は、さらにそれぞれ3つずつの下位方言 (patarmės) に分けられる。ジェマイティヤ方言には西部下位方言、北部下位方言および南部下位方言があり、アウクシュタイティヤ方言には西部下位方言、東部下位方言、および南部下位方言がある（東部と南部の下位方言はズーキヤ方言とも呼ばれる）。下位方言はさらに細かな話し言葉 (šnektos) に分けられる。
リトアニア語の標準語は西部アウクシュタイティヤ方言をもとにつくられているが、語彙などは他の方言からの影響も顕著である。

## 歴史
リトアニアがロシア帝国に支配されていた1865年から1904年まで、リトアニア語の印刷はリトアニア語出版禁止令によって禁止されていた。しかし、国外で印刷された印刷物は禁止されていなかったことから、リトアニア西部のパネムネと東プロイセンとをつなぐ街道を経由して、クニグネシャイ（リトアニア語書籍密輸商の総称）がリトアニア語書籍を密輸入して販売することで言語が存続した。
リトアニアが独立した後、1922年のリトアニア憲法で初めて公用語となった。ソビエト連邦によって占領後は公用語から排除し、ロシア語の教育が推奨されバイリンガル化が進んだ（兵役があったため、男性の方がロシア語とリトアニア語のバイリンガルとなった）。その後、ソビエト連邦への抗議活動が実りソビエト連邦最高会議は1988年11月18日にリトアニア語を公用語とすることを承認した。ソビエト連邦から独立した直後の1992年に憲法などによって公用語としての立場が存続された。

## 文字と発音
リトアニア語の表記には、以下の32文字からなるラテン文字を用いる。ダイアクリティカルマークの付いた9文字（ ą 、č 、ę 、ė 、į 、š 、ų 、ū および ž ）を含み、q 、w および x は含まない。ただし外国語の表記にはこれらが用いられることもある。
リトアニア語の辞書では、通常 c と d のあいだに č が、s と t のあいだに š が、z の次に ž がくるように並べられており、a と ą 、e と ę と ė 、i と į と y 、u と ų と ū はそれぞれ区別しない。 y が x と z のあいだではなく i や į と区別されずに並べられている点で、他のラテン文字を用いる言語とは異なる順序となっている。
基本的には1字1音であるが、dz 、dž および ch はそれぞれ2字で1音を表す。
また、母音字はもともとあった鼻母音（ ą 、ę 、į および ų ）が長母音に変化したため、現代では a および e がアクセントの関係で長母音化したときにそれぞれ ą 及び ę と同じ発音になり、y は į と、ū は ų とそれぞれ同じ発音になっている。
二重母音は基本的にai, au, ei, ie, ui, uoの六種が存在する。また、混合二重母音としてan, am, ar, al, en, em, er, el, in, im, ir, il, un, um, ur, ulが存在する。これらはいずれも一まとまりの音として扱われる。たとえば、tiltas 〈橋〉やžvirblis 〈雀〉の"il", "ir"の様に後ろに他の子音が続いているものは混合二重母音であるが、žilas 〈白髪の〉やkibiras 〈バケツ〉の"il", "ir"の様に後ろが母音であるものは混合二重母音にはあたらない。

### アクセント
アクセントは単純な強弱（ストレス）アクセントではなく、声調（トーン）と呼ばれる音節内での音の高低に、音の強弱・長短、及び母音の質が関わった複雑なものとなっている。このため、リトアニア語が純粋な音調を持つ言語であると断言するには難がある。リトアニア語の伝統的な辞書においては、アクセントを表すための記号としてグラーヴェ、アキュート、チルダの三種類が用いられる。これらの記号は通常の正書法においては表記されないが、同じ表記でもアクセントが異なる語を区別する際には用いられる事がある（具体例: áukštas〈高い〉に対するaũkštas 〈階〉； mìnti〈踏む〉に対するmiñti〈覚えている〉）。
グラーヴェ、アキュート、チルダは基本的にはそれぞれ短アクセント、下降アクセント、上昇アクセントの三種類のアクセントに対応している。
1. 短アクセント: 短母音に置かれる（例: pìktas〈腹を立てた〉; dùrys〈ドア〉）。なお、他の二種類のアクセントとの統一性から "trumpinė priegaidė"〈短音調〉という用語が用いられることがある。ただしこのアクセントは短すぎて聞き取りにくいながらも後述する下降アクセントか上昇アクセントが実態となっており、短音調と呼称するのは便宜的な側面が強い[8]。
2. 下降アクセント（tvirtapradė priegaidė、直訳:「堅い始めの音調」）: 長母音や二重母音に置かれる（例: áu）。 ただし混合二重母音in, im, ir, il, un, um, ur, ulの下降アクセントを表す際には、例外的に最初の母音をそれぞれì, ùで表す（具体例: 誤: ílgas, 正: ìlgas）。
3. 上昇アクセント （tvirtagalė priegaidė、直訳:「堅い終わりの音調」）: 下降アクセントと同様、長母音および二重母音に置かれる（例: aũ）。

#### アクセント・タイプ
リトアニア語では名詞や形容詞が格変化する際にアクセントの位置や種類が変化する場合と変化しない場合とが存在する。この規則性を捉えるための概念が、アクセント・タイプ（kirčiuotė (lt) ）である。このアクセントの型は、大まかに4種類のものに分けられる。基本的には1つの語に対し1種類のアクセント・タイプが設定されているのが原則であるが、中にはáuksas 〈金〉の様に(1)と(3)の2通りの型を持つ語も存在する。
以下では、名詞とともに各アクセント・タイプの特徴を説明した後、形容詞のものについても触れていく事とする。

##### 名詞

###### タイプ (1)
どの格変化でもアクセントの位置が変化しない。2音節の名詞であれば、最初の音節に必ず下降アクセントが来る（語例: dúona 〈パン〉, klė́tis 〈穀倉〉）。しかし、3音節以上の語であれば語末から3番目の音節以前に短アクセントや上昇アクセントが現れる場合もある（語例: ãdata 〈針〉, pìktžolė 〈雑草〉）。
なお、語尾が-aである名詞はこの(1)の型のもの以外は全て主格単数形の語尾に必ず短アクセントが来る。

###### タイプ (2)
大部分の格変化において語末から2番目の音節に短アクセントもしくは上昇アクセントが来る。この型の名詞のいずれにも共通する要素は、対格複数形および具格単数形において語尾に短アクセントが現れるという点である（語例: rą̃stas 〈丸太〉, vãris 〈銅〉, rankà 〈手〉）。

###### タイプ (3)
上記2つの型に比べ、格変化した際に語尾にアクセントが現れる割合が多い。2音節の語であれば語頭に現れるのは下降アクセントである（語例: kóvas 〈ミヤマガラス〉、〈三月〉, arklỹs 〈馬〉, galvà 〈頭〉, gerklė̃ 〈喉〉, širdìs 〈心臓〉）。
また、3音節の名詞には(3a)と(3b)の区別が存在する。異なるのは、語頭にアクセントが来る場合には前者が下降アクセントを持ち、後者は短アクセントないし上昇アクセントを持つという点である（語例: áugalas (3a) 〈植物〉; ãmatas (3b) 〈手工芸〉）。(3a)および(3b)型名詞の中には主格単数形は2音節であるものの、格変化すると3音節に変わるものも含まれる（語例: vanduõ (3a) 〈水〉; vaidmuõ (3b) 〈役割〉, sesuõ (3b) 〈姉妹〉)。

###### タイプ (4)
(3)と同様、格変化形の語尾にアクセントが現れる割合が多い型であるが、更に(2)と同じく対格複数形と具格単数形の語尾には短アクセントが来る。2音節の語であれば、語頭に現れるのは短アクセントもしくは上昇アクセントである（語例: var̃das 〈名〉, spyglỹs 〈針葉樹の葉〉, šakà 〈枝〉, pilìs 〈城〉）。

##### 形容詞
音節の数や語尾の形により、現れるアクセント・タイプの種類が異なってくる。

###### 2音節
2音節の形容詞のアクセント・タイプは基本的に(3)および(4)の2種類に大別される（語例: šáltas (3) 〈冷たい〉, rūgštùs (3) 〈すっぱい〉; šil̃tas (4) 〈温かい〉, gudrùs (4) 〈利口な〉）。なお、語末が-usで且つ(3)に属する形容詞の中には、(1)の型で読まれるものも存在する（語例: áiškus 〈明らかな〉, lýgus 〈平等な〉）。

###### 3音節以上
3音節以上の形容詞には(1)の型に属するものが多い（語例: raudónas 〈赤い〉）。語尾に-ingasを持つ形容詞もその大半が(1)型である（語例: išmintìngas 〈賢い〉, nuodìngas 〈有毒な〉）。-inisで終わる形容詞のアクセント・タイプは(1)か(2)である（語例: geležìnis (2) 〈鉄の〉）。しかし、3音節かつ-asで終わる形容詞には(3a)や(3b)に属するものが存在し、-usで終わるものには(4)の型に属するものが存在する（語例: įvairùs 〈様々な〉）。

## 文法
文法上の性の区別や7つの格を持つことなどから、現代語の中ではインド・ヨーロッパ祖語に近い形式を残しているとされる。

### 性
リトアニア語の名詞および形容詞には性 (giminė) の区別が存在する。名詞には男性名詞と女性名詞があり、中性名詞は存在しない。形容詞に関して言えば、名詞を修飾するものの性は名詞の性に一致し、名詞を修飾しないものは中性となる。

### 格
リトアニア語の格 (linksnis) には以下の7つがあり、インド・ヨーロッパ語族の中でも古い特徴を持つ。
- 主格 (vardininkas, nominatyvas) - 主語や補語を表すときなどに用いられ、日本語の助詞「が」の意味に近い。
- 属格 (kilmininkas, genityvas) - 所有や所属を表すときなどに用いられ、日本語の助詞「の」の意味に近い。また、かつてのインド・ヨーロッパ祖語の奪格は、リトアニア語ではこの属格に吸収された[9]。そのため、元来は奪格で表していた物体からの分離を表す「～から」という意味も、前置詞とともにこの属格で表される。そのほか、否定文において直接目的語を表すときにも用いられる。
- 与格 (naudininkas, datyvas) - 間接目的語を表すときに用いられ、日本語の助詞「に」の意味に近い。
- 対格 (galininkas, akuzatyvas) - 肯定文において直接目的語を表すときに用いられ、日本語の助詞「を」の意味に近い。また時間を表すときにも用いられる。
- 具格 (įnagininkas, instrumentalis) - 手段などを表すときに用いられ、日本語の助詞「で」の意味に近い。
- 位格 (vietininkas, lokatyvas) - 場所を表すときに用いられ、日本語の「において」の意味に近い。
- 呼格 (šauksmininkas, vokatyvas) - 人や動物に対する呼びかけのときに用いられる。

以上の日本語訳はあくまで目安にすぎず、実際は単語や文脈によって異なる日本語に訳される。
また、古いリトアニア語には入格 (iliatyvas) 、接格 (adesyvas) 、向格 (aliatyvas) も存在していた。現代でも方言などで見られる。

### 数

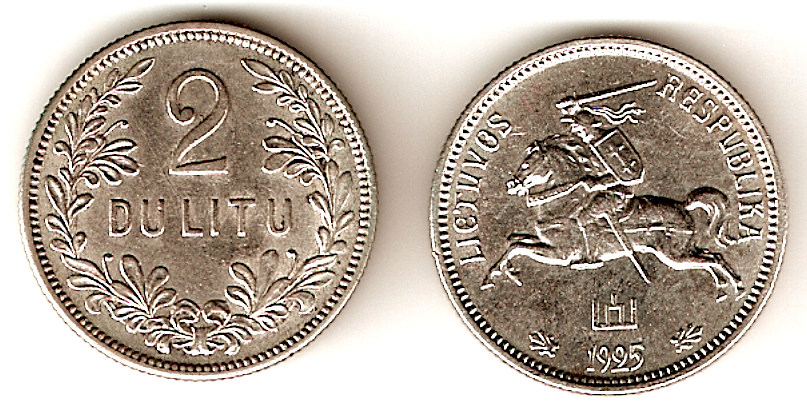
戦間期リトアニアで発行されていた2リタス硬貨。「DU LITU」と双数形で表記されている（現在の標準語では複数形で「du litai」）。

数に関して言えば、現在の標準語では1つの物を表すときに単数形 (vienaskaita) が、2つ以上の物を表すときに複数形 (daugiskaita) が用いられる。ただし、不可算名詞については単数形もしくは複数形のみしか存在しない。また、可算名詞であっても単数形が存在しない名詞もある（例えば、metai（「年」）、durys（「ドア」）、džinsai（「ジーンズ」）、など）。
なお、かつてのリトアニア語には単数形や複数形のほかに2つの物を表す双数形 (dviskaita) も存在していた。現在では方言などでは双数形が残っている地域もあるが、(代名詞以外では） 標準語では一般には用いられない。

### 代名詞
リトアニア語の代名詞 (įvardis) には以下のものがある。

#### 人称代名詞
リトアニア語における人称代名詞 (asmeninis įvardis) は、以下の通りに格変化する。2人称を表す代名詞のうち、tu は単数で親称（「君」）、jūs は単数で敬称（「あなた」）もしくは複数（「君たち」、「あなた方」）を表す。また、3人称を表す代名詞は、「彼」「彼女」「彼ら」「彼女ら」といった人に関するもののほか、物に関しても用いられ、「それ」「それら」とも訳される。
|        | 単数   | 単数   | 単数      | 単数        | 複数   | 複数                       | 複数          | 複数            | 再帰 代名詞 |
| 1人称  | 2人称  | 3人称  | 3人称     | 1人称       | 2人称  | 3人称                      | 3人称         |                 | 再帰 代名詞 |
| 1人称  | 2人称  | 男性   | 女性      | 1人称       | 2人称  | 男性                       | 女性          |                 | 再帰 代名詞 |
| ------ | ------ | ------ | --------- | ----------- | ------ | -------------------------- | ------------- | --------------- | ----------- |
| 主格   | aš     | tu     | jis(ai)   | ji(nai)     | mes    | jūs                        | jie           | jos             | （なし）    |
| 属格   | manęs  | tavęs  | jo        | jos         | mūsų   | jūsų                       | jų            | jų              | savęs       |
| 与格   | man    | tau    | jam       | jai         | mums   | jums                       | jiems         | joms            | sau         |
| 対格   | mane   | tave   | jį        | ją          | mus    | jus                        | juos          | jas             | save        |
| 具格   | manimi | tavimi | juo       | ja          | mumis  | jumis                      | jais          | jomis           | savimi      |
| 位格   | manyje | tavyje | jame      | joje        | mumyse | jumyse                     | juose         | jose            | savyje      |
| 日本語 | 私     | 君     | 彼／ それ | 彼女／ それ | 私たち | あなた／ 君たち／ あなた方 | 彼ら／ それら | 彼女ら／ それら | 自分        |

なお、「あなたの（もの）」「彼女の（もの）」といった所有代名詞（所有限定詞）は、1人称単数、2人称単数および再帰代名詞を除いて人称代名詞の属格と同じ形となる。1人称単数、2人称単数、再帰代名詞はそれぞれ mano 、 tavo 、 savo である。日本語には「…の」あるいは「…のもの」と訳され、英語の "my" にあたる語と "mine" にあたる語を区別しない（リトアニア語ではいずれも mano ）。区別する場合にはmãnas, manà '私の', tãvas, tavà 'あなたの', sãvas, savà '自分の'という形容詞的変化をする語（ただし稀用）、あるいはmanìškis, manìškė '私の親族、友人', tavìškis, tavìškė 'あなたの親族、友人', mūsìškis, mūsìškė, '私達の親族、友人', jūsìškis, jūsìškė 'あなた達の親族、友人' という単語を使うことがある。
|             | 単数  | 単数  | 単数  | 単数  | 複数  | 複数  | 複数  | 複数 | 再帰 代名詞 |
| 1人称       | 2人称 | 3人称 | 3人称 | 1人称 | 2人称 | 3人称 | 3人称 |      | 再帰 代名詞 |
| 1人称       | 2人称 | 男性  | 女性  | 1人称 | 2人称 | 男性  | 女性  |      | 再帰 代名詞 |
| ----------- | ----- | ----- | ----- | ----- | ----- | ----- | ----- | ---- | ----------- |
| 所有 代名詞 | mano  | tavo  | jo    | jos   | mūsų  | jūsų  | jų    | jų   | savo        |

また、2人を表す場合、「2」を表す数詞が組み合わされた別の人称代名詞で用いられることがある。これを双数 (dviskaita) の人称代名詞と解することもできる。格変化は以下のとおりとなる。
|        | 1人称     | 1人称     | 2人称                   | 2人称                   | 3人称               | 3人称                   |
| 男性   | 女性      | 男性      | 女性                    | 男性                    | 女性                |                         |
| ------ | --------- | --------- | ----------------------- | ----------------------- | ------------------- | ----------------------- |
| 主格   | mudu      | mudvi     | judu                    | judvi                   | juodu / jiedu       | jiedvi                  |
| 属格   | mudviejų  | mudviejų  | judviejų                | judviejų                | jųdviejų            | jųdviejų                |
| 与格   | mudviem   | mudviem   | judviem                 | judviem                 | jiedviem            | jodviem                 |
| 対格   | mudu      | mudvi     | judu                    | judvi                   | juodu               | jiedvi                  |
| 具格   | mudviem   | mudviem   | judviem                 | judviem                 | jiemdviem           | jodviem                 |
| 位格   | mudviese  | mudviese  | judviese                | judviese                | juodviese           | jiedviese               |
| 日本語 | 私たち2人 | 私たち2人 | 君たち2人／ あなた方2人 | 君たち2人／ あなた方2人 | 彼ら2人／ それら2つ | 彼女たち2人 ／それら2つ |

#### 疑問代名詞
リトアニア語の疑問文には以下の疑問代名詞 (klausiamasis įvardis) が用いられる。人と物は区別されないため、日本語では「何」や「誰」と訳される。ただし、位格を問う疑問文では、以下に示した kame はほとんど用いられず、「どこ」を表す kur が用いられる場合がほとんどである。
|      | 疑問代名詞 |
| ---- | ---------- |
| 主格 | kas        |
| 属格 | ko         |
| 与格 | kam        |
| 対格 | ką         |
| 具格 | kuo        |
| 位格 | kame       |

#### 関係代名詞
リトアニア語の関係代名詞 (santykinis įvardis) は以下の通りに格変化する。
|      | 単数    | 単数    | 複数     | 複数     |
| 男性 | 女性    | 男性    | 女性     |          |
| ---- | ------- | ------- | -------- | -------- |
| 主格 | kuris   | kuri    | kurie    | kurios   |
| 属格 | kurio   | kurios  | kurių    | kurių    |
| 与格 | kuriam  | kuriai  | kuriems  | kurioms  |
| 対格 | kurį    | kurią   | kuriuos  | kurias   |
| 具格 | kuriuo  | kuria   | kuriais  | kuriomis |
| 位格 | kuriame | kurioje | kuriuose | kuriose  |

場合によって kuris の代わりに katras が用いられる場合もあるが、標準的ではない。
|      | 単数    | 単数    | 複数     | 複数     |
| 男性 | 女性    | 男性    | 女性     |          |
| ---- | ------- | ------- | -------- | -------- |
| 主格 | katras  | katra   | katrie   | katros   |
| 属格 | katro   | katros  | katrų    | katrų    |
| 与格 | katram  | katrai  | katriems | katroms  |
| 対格 | katrą   | katrą   | katruos  | katras   |
| 具格 | katruo  | katra   | katrais  | katromis |
| 位格 | katrame | katroje | katruose | katrose  |

#### 指示代名詞
リトアニア語の指示代名詞 (parodomasis įvardis) は以下の通りに格変化する。
|        | 近称       | 近称       | 近称         | 近称         | 中称                  | 中称                  | 中称                      | 中称                      | 遠称       | 遠称       | 遠称         | 遠称         |
| 単数   | 単数       | 複数       | 複数         | 単数         | 単数                  | 複数                  | 複数                      | 単数                      | 単数       | 複数       | 複数         |              |
| 男性   | 女性       | 男性       | 女性         | 男性         | 女性                  | 男性                  | 女性                      | 男性                      | 女性       | 男性       | 女性         |              |
| ------ | ---------- | ---------- | ------------ | ------------ | --------------------- | --------------------- | ------------------------- | ------------------------- | ---------- | ---------- | ------------ | ------------ |
| 主格   | šis        | ši         | šie          | šios         | tas                   | ta                    | tie                       | tos                       | anas       | ana        | anie         | anos         |
| 属格   | šio        | šios       | šių          | šių          | to                    | tos                   | tų                        | tų                        | ano        | anos       | anų          | anų          |
| 与格   | šiam       | šiai       | šiems        | šioms        | tam                   | tai                   | tiems                     | toms                      | anam       | anai       | aniems       | anoms        |
| 対格   | šį         | šią        | šiuos        | šias         | tą                    | tą                    | tuos                      | tas                       | aną        | aną        | anuos        | anas         |
| 具格   | šiuo       | šia        | šiais        | šiomis       | tuo                   | ta                    | tais                      | tomis                     | anuo       | ana        | anais        | anomis       |
| 位格   | šiame      | šioje      | šiuose       | šiose        | tame                  | toje                  | tuose                     | tose                      | aname      | anoje      | anuose       | anose        |
| 日本語 | これ、この | これ、この | これら（の） | これら（の） | それ、その あれ、あの | それ、その あれ、あの | それら（の） あれら（の） | それら（の） あれら（の） | あれ、あの | あれ、あの | あれら（の） | あれら（の） |

なお、 šitas という指示代名詞が用いられることも多い。これは、 šis と同じく「この」を意味し、格変化は tas と同様の変化をする。女性単数主格は šita 、複数主格は男女それぞれ šitie 、 šitos である。
既に言及済みの人物、動物、物、現象を表す際には tas が用いられることが多いが、まれに šis や šitas 、 anas なども用いられる。リトアニア語の指示代名詞は、他の言語の定冠詞のような役割を果たすこともある。
また、「同じ」を表す指示代名詞 tas pats は以下のように格変化する。
|      | 単数                 | 単数         | 複数           | 複数           |
| 男性 | 女性                 | 男性         | 女性           |                |
| ---- | -------------------- | ------------ | -------------- | -------------- |
| 主格 | tas pats             | ta pati      | tie patys      | tos pačios     |
| 属格 | to paties (to pačio) | tos pačios   | tų pačių       | tų pačių       |
| 与格 | tam pačiam           | tai pačiai   | tiems patiems  | toms pačioms   |
| 対格 | tą patį              | tą pačią     | tuos pačius    | tas pačias     |
| 具格 | tuo pačiu            | ta pačia     | tais pačiais   | tomis pačiomis |
| 位格 | tame pačiame         | toje pačioje | tuose pačiuose | tose pačiose   |

### 名詞
リトアニア語の名詞 (daiktavardis) は以下の通りに格変化する。格変化の規則性に応じて第1変化から第5変化まで5つに分類される。

#### 第1変化
第1変化に分類される名詞は男性名詞である。単数主格が -is である点では第3変化に分類される名詞と同じであるが、格変化が異なる。なお、petys （「肩」）については、単数属格が例外的に peties となる（まれに単数主格が petis と表記される場合もある）。
| 単数 | 単数                 | 単数               | 単数                  | 単数              |
| ---- | -------------------- | ------------------ | --------------------- | ----------------- |
|      | -as vyras 「男／夫」 | -ias kelias 「道」 | -is brolis 「兄／弟」 | -ys arklys 「馬」 |
| 主格 | -as vyras            | -ias kelias        | -is brolis            | -ys arklys        |
| 属格 | -o vyro              | -io kelio          | -io brolio            | -io arklio        |
| 与格 | -ui vyrui            | -iui keliui        | -iui broliui          | -iui arkliui      |
| 対格 | -ą vyrą              | -ią kelią          | -į brolį              | -į arklį          |
| 具格 | -u vyru              | -iu keliu          | -iu broliu            | -iu arkliu        |
| 位格 | -e vyre              | -yje kelyje        | -yje brolyje          | -yje arklyje      |
| 呼格 | -e vyre              | -y kely            | -i broli              | -y arkly          |
| 複数 |                      |                    |                       |                   |
| 主格 | -ai vyrai            | -iai keliai        | -iai broliai          | -iai arkliai      |
| 属格 | -ų vyrų              | -ių kelių          | -ių brolių            | -ių arklių        |
| 与格 | -ams vyrams          | -iams keliams      | -iams broliams        | -iams arkliams    |
| 対格 | -us vyrus            | -ius kelius        | -ius brolius          | -ius arklius      |
| 具格 | -ais vyrais          | -iais keliais      | -iais broliais        | -iais arkliais    |
| 位格 | -uose vyruose        | -iuose keliuose    | -iuose broliuse       | -iuose arkliuose  |
| 呼格 | -ai vyrai            | -iai keliai        | -iai broliai          | -iai arkliai      |

単数主格が -as で終わる名詞は、上記の表の通り基本的には呼格の語尾は -e となるが、一部例外もある。
- 人名（姓および名）の場合、呼格は語尾が -e ではなく -ai となる。
例・Jonas → Jonai
- 主格が -tojas あるいは -ėjas で終わる名詞は、呼格の語尾が -jau となる。
例・vairuotojas → vairuotojau
- 主格が -ukas で終わる名詞は、呼格の語尾が -uk となる。
例・berniukas → berniuk

なお、固有名詞の Tokijas （「東京」）は、位格が例外的に Tokije ではなく Tokijuje となる。

#### 第2変化
第2変化に分類される名詞は基本的に女性名詞である。ただし例外として、 dėdė （「おじ」）や kolega （「（男の）同僚」）など、男性名詞であるが第2変化に分類されるものもある。なお、 duktė （「娘」）は、単数主格は語尾が -ė であるものの、それ以外では sesuo と同様の格変化をするため第2変化ではなく第5変化に分類される。
| 単数 | 単数            | 単数              | 単数           | 単数 |
| ---- | --------------- | ----------------- | -------------- | ---- |
|      | -a diena 「日」 | -ia vyšnia 「桜」 | -ė gėlė 「花」 |      |
| 主格 | -a diena        | -ia vyšnia        | -ė gėlė        |      |
| 属格 | -os dienos      | -ios vyšnios      | -ės gėlės      |      |
| 与格 | -ai dienai      | -iai vyšniai      | -ei gėlei      |      |
| 対格 | -ą dieną        | -ią vyšnią        | -ę gėlę        |      |
| 具格 | -a diena        | -ia vyšnia        | -e gėle        |      |
| 位格 | -oje dienoje    | -ioje vyšnioje    | -ėje gėlėje    |      |
| 呼格 | -a diena        | -ia vyšnia        | -e gėle        |      |
| 複数 |                 |                   |                |      |
| 主格 | -os dienos      | -ios vyšnios      | -ės gėlės      |      |
| 属格 | -ų dienų        | -ių vyšnių        | -ių gėlių      |      |
| 与格 | -oms dienoms    | -ioms vyšnioms    | -ėms gėlėms    |      |
| 対格 | -as dienas      | -ias vyšnias      | -es gėles      |      |
| 具格 | -omis dienomis  | -iomis vyšniomis  | -ėmis gėlėmis  |      |
| 位格 | -ose dienose    | -iose vyšniose    | -ėse gėlėse    |      |
| 呼格 | -os dienos      | -ios vyšnios      | -ės gėlės      |      |

#### 第3変化
第3変化に分類される名詞は女性名詞であるが、例えば dantis （「歯」）、 debesis （「雲」）、 vagis （「泥棒」）、 žvėris （「獣」）など、男性名詞でも第3変化に分類されるものもある。
単数主格が -is である点では第1変化に分類される名詞と同じであるが、格変化が異なる。また、第3変化に分類される名詞の中でも akis （「目」）のように格変化するものと dantis のように格変化するものがある（単数与格および複数属格が異なる）。
| 単数 | 単数            | 単数              | 単数 | 単数 |
| ---- | --------------- | ----------------- | ---- | ---- |
|      | -is akis 「目」 | -is dantis 「歯」 |      |      |
| 主格 | -is akis        | -is dantis        |      |      |
| 属格 | -ies akies      | -ies danties      |      |      |
| 与格 | -iai akiai      | -iui dančiui      |      |      |
| 対格 | -į akį          | -į dantį          |      |      |
| 具格 | -imi akimi      | -imi dantimi      |      |      |
| 位格 | -yje akyje      | -yje dantyje      |      |      |
| 呼格 | -ie akie        | -ie dantie        |      |      |
| 複数 |                 |                   |      |      |
| 主格 | -ys akys        | -ys dantys        |      |      |
| 属格 | -ių akių        | -ų dantų          |      |      |
| 与格 | -ims akims      | -ims dantims      |      |      |
| 対格 | -is akis        | -is dantis        |      |      |
| 具格 | -imis akimis    | -imis dantimis    |      |      |
| 位格 | -yse akyse      | -yse dantyse      |      |      |
| 呼格 | -ys akys        | -ys dantys        |      |      |

#### 第4変化
第4変化に分類される名詞は男性名詞である。このうち、単数主格が -ius や -jus で終わる名詞は、複数形は第1変化と同じ格変化をする。
| 単数 | 単数               | 単数                  | 単数                     |
| ---- | ------------------ | --------------------- | ------------------------ |
|      | -us sūnus 「息子」 | -ius vaisius 「果物」 | -jus muziejus 「博物館」 |
| 主格 | -us sūnus          | -ius vaisius          | -jus muziejus            |
| 属格 | -aus sūnaus        | -iaus vaisiaus        | -jaus muziejaus          |
| 与格 | -ui sūnui          | -iui vaisiui          | -jui muziejui            |
| 対格 | -ų sūnų            | -ių vaisių            | -jų muziejų              |
| 具格 | -umi sūnumi        | -iumi vaisiumi        | -jumi muziejumi          |
| 位格 | -uje sūnuje        | -iuje vaisiuje        | -juje muziejuje          |
| 呼格 | -au sūnau          | -iau vaisiau          | -jau muziejau            |
| 複数 |                    |                       |                          |
| 主格 | -ūs sūnūs          | -iai vaisiai          | -jai muziejai            |
| 属格 | -ų sūnų            | -ių vaisių            | -jų muziejų              |
| 与格 | -ums sūnums        | -iams vaisiams        | -jams muziejams          |
| 対格 | -us sūnus          | -ius vaisius          | -jus muziejus            |
| 具格 | -umis sūnumis      | -iais vaisiais        | -jais muziejais          |
| 位格 | -uose sūnuose      | -iuose vaisiuose      | -juose muziejuose        |
| 呼格 | -ūs sūnūs          | -iai vaisiai          | -jai muziejai            |

#### 第5変化
第5変化に分類される名詞は不規則に格変化をするもので、基本的には男性名詞であるが、 sesuo （「姉／妹」）は女性名詞である。また、同じく女性名詞の duktė （「娘」）は、単数主格は語尾が -ė であるものの、それ以外では sesuo と同様の格変化をするため第5変化に分類される。なお、男性名詞の mėnuo （「（暦の上の）月」）は一応第5変化に分類されるものの、単数属格や複数形などは第1変化と同様の格変化をする。
| 単数 | 単数              | 単数            | 単数                | 単数                 | 単数               |
| ---- | ----------------- | --------------- | ------------------- | -------------------- | ------------------ |
|      | -uo akmuo 「石」  | -uo šuo 「犬」  | -uo mėnuo 「月」    | -uo sesuo 「姉／妹」 | -ė duktė 「娘」    |
| 主格 | -uo akmuo         | -uo šuo         | -uo mėnuo           | -uo sesuo            | -ė duktė           |
| 属格 | -ens akmens       | -uns šuns       | -esio mėnesio       | -ers sesers          | -ers dukters       |
| 与格 | -eniui akmeniui   | -uniui šuniui   | -esiui mėnesiui     | -eriai seseriai      | -eriai dukteriai   |
| 対格 | -enį akmenį       | -unį šunį       | -esį mėnesį         | -erį seserį          | -erį dukterį       |
| 具格 | -eniu akmeniu     | -uniu šuniu     | -esiu mėnesiu       | -eria seseria        | -eria dukteria     |
| 位格 | -enyje akmenyje   | -unyje šunyje   | -esyje mėnesyje     | -eryje seseryje      | -eryje dukteryje   |
| 呼格 | -enie akmenie     | -unie šunie     | -esie mėnesie       | -erie seserie        | -erie dukterie     |
| 複数 |                   |                 |                     |                      |                    |
| 主格 | -enys akmenys     | -unys šunys     | -esiai mėnesiai     | -erys seserys        | -erys dukterys     |
| 属格 | -enų akmenų       | -unų šunų       | -esių mėnesių       | -erų seserų          | -erų dukterų       |
| 与格 | -enims akmenims   | -unims šunims   | -esiams mėnesiams   | -erims seserims      | -erims dukterims   |
| 対格 | -enis akmenis     | -unis šunis     | -esius mėnesius     | -eris seseris        | -eris dukteris     |
| 具格 | -enimis akmenimis | -unimis šunimis | -esiais mėnesiais   | -erimis seserimis    | -erimis dukterimis |
| 位格 | -enyse akmenyse   | -unyse šunyse   | -esiuose mėnesiuose | -eryse seseryse      | -eryse dukteryse   |
| 呼格 | -enys akmenys     | -unys šunys     | -esiai mėnesiai     | -erys seserys        | -erys dukterys     |

#### 借用語
借用語（pasiskolintas daiktavardis）の多くは語尾の変化などのリトアニア語化により、上記5つのいずれかで格変化する（例えば英語の computer （コンピュータ）に由来する kompiuteris は、語尾が ‑is となり、第1変化に分類される）。しかし中には、無変化名詞（nelinksniuojamas daiktavardis）として外国語の綴りもしくは発音のまま用いられるものもある。無変化の名詞の性は、語尾が ‑i 、 ‑o 、 ‑u の場合は男性名詞として、 ‑a 、  ‑ė の場合は第2変化の名詞と同じ語尾を有するために女性名詞として用いられることが多い。しかし後者の中には性が未だ定まっていない名詞もある。中でも特に aveniu （「アベニュー」、英語の avenue に由来）、 kakadu （「オウム」、ドイツ語の Kakadu に由来）、 žiuri （「陪審団」、フランス語の jury に由来）、 turnė （「ツアー」、フランス語の tournée に由来）、 karatė （「空手」、日本語に由来）、 kupė （「仕切り客室」、フランス語の coupé に由来）、 koljė （「首飾り」、フランス語の collier に由来）、 amplua （「役回り」、フランス語の emploi に由来）の7単語は性が定まっていない名詞としてあげられる（例えば karatė の場合、58.06% の人は女性名詞として用いる反面、男性名詞として用いる人も 41.94% いる）。
その他の無変化の名詞の例：
- alibi （男性名詞「アリバイ」）
- esė （女性名詞「エッセイ」）
- haiku （男性名詞「俳句」）
- interviu （男性名詞「面接／インタビュー」）
- kazino （男性名詞「カジノ」）
- kimono （男性名詞「着物」）
- meniu （男性名詞「メニュー」）
- metro （男性名詞「地下鉄」）
- šou （男性名詞「ショー」）
- tabu （男性名詞「タブー」）
- taksi （男性名詞「タクシー」）
- tango （男性名詞「タンゴ」）
- želė （女性名詞「ゼリー」）

#### 動詞から派生した名詞
動詞から派生した名詞にはいくつか種類があるが、最も基本的なものは語尾が ‑mas で終わるもので、「〜すること」を表す。第1変化の名詞と同じ格変化をする。不定形が ‑yti で終わる動詞は、 ‑yti を ‑ymas に変えることで作られる。それ以外の動詞は、3人称過去形の最後の母音を ‑imas に変えることで作られる。
なお、再帰動詞から派生した名詞は語尾が ‑masis となる。格変化は以下の通りとなる。
|      | -mas mokymas 「教えること」 | -masis mokymasis 「学習」 |
| 主格 | -mas mokymas                | -masis mokymasis          |
| 属格 | -mo mokymo                  | -mosi mokymosi            |
| 与格 | -mui mokymui                | -muisi mokymuisi          |
| 対格 | -mą mokymą                  | -mąsi mokymąsi            |
| 具格 | -mu mokymu                  | -musi mokymusi            |
| 位格 | -me mokyme                  | -mesi mokymesi            |

その他にも動詞から派生した名詞の中には規則性が見られるものがある（以下の表を参照）。
| 不定型が ‑yti の動詞 - dėstyti （動詞「（大学などで）教える」） → dėstymas （名詞「教えること」） - klausyti （動詞「聴く」） → klausymas （名詞「聴くこと」） - mąstyti （動詞「考える」） → mąstymas （名詞「考えること」） - mokyti （動詞「（学校などで）教える」） → mokymas （名詞「教えること」） - rašyti （動詞「書く」） → rašymas （名詞「書くこと」） - sakyti （動詞「言う」） → sakymas （名詞「言うこと」） - skaityti （動詞「読む」） → skaitymas （名詞「読むこと」） - valgyti （動詞「食べる」） → valgymas （名詞「食べること」） | それ以外の動詞 - bėgti （動詞「走る」） → bėgimas （名詞「走ること」） - gyventi （動詞「生きる」） → gyvenimas （名詞「生きること／人生」） - joti （動詞「馬で移動する」） → jojimas （名詞「馬で移動すること」） - judėti （動詞「動く」） → judėjimas （名詞「動くこと／運動」） - kalbėti （動詞「話す」） → kalbėjimas （名詞「話すこと」） - keliauti （動詞「旅をする」） → keliavimas （名詞「旅をすること」） - klausti （動詞「尋ねる」） → klausimas （名詞「尋ねること／質問」） - saugoti （動詞「保護する」） → saugojimas （名詞「保護」） - sėdėti （動詞「座っている」） → sėdėjimas （名詞「座ること」） - skaičiuoti （動詞「数える」） → skaičiavimas （名詞「数えること」） - šokti （動詞「踊る」） → šokimas （名詞「踊ること」） - vaikščioti （動詞「歩く」） → vaikščiojimas （名詞「歩くこと」） |

| - čiuožti （動詞「滑る」） čiuožė 【3人称過去形】 → čiuožykla （名詞「滑り台」） - ganyti （動詞 「放牧する」） ganė 【3人称過去形】 → ganykla （名詞 「牧草地」） - gydyti （動詞「治す」） gydė 【3人称過去形】 → gydykla （名詞「療養地」） - joti （動詞「馬に乗って移動する」） jojo 【3人称過去形】 → jojykla （名詞「競馬場」） - keisti （動詞「変える」） keitė 【3人称過去形】 → keitykla （名詞「両替所」） - kepti （動詞「焼く」） kepė 【3人称過去形】 → kepykla （名詞「パン屋」） - kirpti （動詞「切る」） kirpo 【3人称過去形】 → kirpykla （名詞「理髪店」） - leisti （動詞「許す／出版する」） leido 【3人称過去形】 → leidykla （名詞「出版社」） - lieti （動詞「鋳る／鋳造する」） liejo 【3人称過去形】 → liejykla （名詞「鋳造所」） - maldyti （動詞「静める／懇願する」） maldė 【3人称過去形】 → maldykla （名詞「礼拝所」） - maudyti （動詞「入浴する」） maudė 【3人称過去形】 → maudykla （名詞「遊泳場」） - mokyti （動詞「教える」） mokė 【3人称過去形】 → mokykla （名詞「学校」） | - parduoti （動詞「売る」） pardavė 【3人称過去形】 → pardavykla （名詞「店」）※parduotuvėの方が一般的 - plauti （動詞「洗う」） plovė 【3人称過去形】 → plovykla （名詞「洗車機」） - raugti （他動詞「発酵させる／なめす」） raugė 【3人称過去形】 → raugykla （名詞「なめし革工場」） - rūkyti （動詞「煙にさらす／いぶす／煙草を吸う」） rūkė 【3人称過去形】 → rūkykla （名詞「燻製器」） - siūti （動詞「縫う」） siuvo 【3人称過去形】 → siuvykla （名詞「仕立屋」） - skaistyti （動詞「光る」）※古語 skaistė 【3人称過去形】 → skaistykla （名詞「煉獄」） - skaityti （動詞「読む」） skaitė 【3人称過去形】 → skaitykla （名詞「図書室」） - šaudyti （動詞「撃つ」） šaudė 【3人称過去形】 → šaudykla （名詞「射撃場」） - švięsti （動詞「祝う」） šventė 【3人称過去形】 → šventykla （名詞「礼拝所」） - valgyti （動詞「食べる」） valgė 【3人称過去形】 → valgykla （名詞「食堂」） |

| - bėgti （動詞「走る」） → bėgsena （名詞「走り方」） - dėstyti （動詞「（大学などで）教える」） → dėstysena （名詞「教え方」） - gyventi （動詞「生きる」） → gyvensena （名詞「生き方」） - joti （動詞「馬で移動する」） → josena （名詞「馬の走らせ方」） - judėti （動詞「動く」） → judėsena （名詞「動き方」） - kalbėti （動詞「話す」） → kalbėsena （名詞「話し方」） - mąstyti （動詞「考える」） → mąstysena （名詞「考え方」） - rašyti （動詞「書く」） → rašysena （名詞「書き方／字」） | - sakyti （動詞「言う」） → sakysena （名詞「言い方」） - sėdėti （動詞「座っている」） → sėdėsena （名詞「座り方」） - skaičiuoti （動詞「数える」） → skaičiuosena （名詞「数え方」） - skaityti （動詞「読む」） → skaitysena （名詞「読み方」） - šokti （動詞「踊る」） → šoksena （名詞「踊り方」） - vaikščioti （動詞「歩く」） → vaikščiosena （名詞「歩き方」） - valgyti （動詞「食べる」） → valgysena （「食べ方」） |

### 形容詞・副詞

#### 単純形
リトアニア語の形容詞 (būdvardis) は、男性単数の語尾が -as のものは第1変化、 -us のものは第2変化、 -is のものは第3変化に分類される。それぞれの変化は以下の表の通りである。ただし、 didelis （「大きい」）および kairys （「左の」）は、男性は第1変化に準じた変化をし、女性は第3変化に準じた変化をする。
第1変化、第2変化に分類される形容詞は、その語尾を変化させることで、中性形の形容詞やあるいは副詞 (prieveiksmis) としても用いられる。第1変化に分類される形容詞の中性形は -a 、副詞は -ai となる。また第2変化に分類される形容詞の中性形は -u 、副詞は -iai となる。第3変化に分類されるものは基本的に材質や性質に関する形容詞（例えば「木製の」「鉄製の」など）であるため、中性形や副詞は存在しない。
|      | 第1変化             | 第1変化            | 第2変化                | 第2変化               | 第3変化                 | 第3変化                |
| ---- | ------------------- | ------------------ | ---------------------- | --------------------- | ----------------------- | ---------------------- |
|      | 男性 geras 「良い」 | 女性 gera 「良い」 | 男性 gražus 「美しい」 | 女性 graži 「美しい」 | 男性 naminis 「家庭の」 | 女性 naminė 「家庭の」 |
| 単数 |                     |                    |                        |                       |                         |                        |
| 主格 | -as geras           | -a gera            | -us gražus             | -i graži              | -is naminis             | -ė naminė              |
| 属格 | -o gero             | -os geros          | -aus gražaus           | -ios gražios          | -io naminio             | -ės naminės            |
| 与格 | -am geram           | -ai gerai          | -iam gražiam           | -iai gražiai          | -iam naminiam           | -ei naminei            |
| 対格 | -ą gerą             | -ą gerą            | -ų gražų               | -ią gražią            | -į naminį               | -ę naminę              |
| 具格 | -u geru             | -a gera            | -iu gražiu             | -ia gražia            | -iu naminiu             | -e namine              |
| 位格 | -ame gerame         | -oje geroje        | -iame gražiame         | -ioje gražioje        | -iame naminiame         | -ėje naminėje          |
| 呼格 | -as geras           | -a gera            | -us gražus             | -i graži              | -i namini               | -e namine              |
| 複数 |                     |                    |                        |                       |                         |                        |
| 主格 | -i geri             | -os geros          | -ūs gražūs             | -ios gražios          | -iai naminiai           | -ės naminės            |
| 属格 | -ų gerų             | -ų gerų            | -ių gražių             | -ių gražių            | -ių naminių             | -ių naminių            |
| 与格 | -iems geriems       | -oms geroms        | -iems gražiems         | -ioms gražioms        | -iams naminiams         | -ėms naminėms          |
| 対格 | -us gerus           | -as geras          | -ius gražius           | -ias gražias          | -ius naminius           | -es namines            |
| 具格 | -ais gerais         | -omis geromis      | -iais gražiais         | -iomis gražiomis      | -iais naminiais         | -ėmis naminėmis        |
| 位格 | -uose geruose       | -ose gerose        | -iuose gražiuose       | -iose gražiose        | -iuose naminiuose       | -ėse naminėse          |
| 呼格 | -i geri             | -os geros          | -ūs gražūs             | -ios gražios          | -iai naminiai           | -ės naminės            |
| 中性 |                     |                    |                        |                       |                         |                        |
|      | -a gera             | -a gera            | -u gražu               | -u gražu              | （なし）                | （なし）               |
| 副詞 |                     |                    |                        |                       |                         |                        |
|      | -ai gerai           | -ai gerai          | -iai gražiai           | -iai gražiai          | （なし）                | （なし）               |

#### 比較級・最上級
「より〜」を表す比較級、「最も〜」を表す最上級はそれぞれ以下の通りに変化する。ただし上記の通り第3変化に分類されるものは基本的に材質や性質に関する形容詞であるため、比較級や最上級は存在しない。その中でも didelis （「大きい」）は比較級や最上級を持ち、それぞれ didesnis 、 didžiausias となる。その変化も例外的である（以下の表を参照）。
また、「年をとっている」および「古い」を意味する形容詞 senas は「年をとっている」という意味では比較級や最上級を持たず、比較級 senesnis および最上級 seniausias はそれぞれ「より古い」「最も古い」という意味となる。「年上の」を表す場合は vyresnis 、「最も年上の」を表す場合は vyriausias が用いられる。
なお、比較級および最上級は、それぞれの主格の語尾に合わせて通常の形容詞と同様に格変化する（例えば、geras の比較級 geresnis は語尾が -is であるため第3変化の形容詞と同様の変化をし、最上級 geriausias は語尾が -as であるため第1変化の形容詞と同様の変化をする）。
|        | 男性 geras 「良い」 | 女性 gera 「良い」  | 男性 gražus 「美しい」 | 女性 graži 「美しい」 | 男性 didelis 「大きい」 | 女性 didelė 「大きい」 |
| 単数   |                     |                     |                        |                       |                         |                        |
| 原級   | -as geras           | -a gera             | -us gražus             | -i graži              | didelis                 | didelė                 |
| 比較級 | -esnis geresnis     | -esnė geresnė       | -esnis gražesnis       | -esnė gražesnė        | didesnis                | didesnė                |
| 最上級 | -iausias geriausias | -iausia geriausia   | -iausias gražiausias   | -iausia gražiausia    | didžiausias             | didžiausia             |
| 複数   |                     |                     |                        |                       |                         |                        |
| 原級   | -i geri             | -os geros           | -ūs gražūs             | -ios gražios          | dideli                  | didelės                |
| 比較級 | -esni geresni       | -esnės geresnės     | -esni gražesni         | -esnės gražesnės      | didesni                 | didesnės               |
| 最上級 | -iausi geriausi     | -iausios geriausios | -iausi gražiausi       | -iausios gražiausios  | didžiausi               | didžiausios            |
| 中性   |                     |                     |                        |                       |                         |                        |
| 原級   | -a gera             | -a gera             | -u gražu               | -u gražu              | didu                    | didu                   |
| 比較級 | -iau geriau         | -iau geriau         | -iau gražiau           | -iau gražiau          | didžiau                 | didžiau                |
| 最上級 | -iausia geriausia   | -iausia geriausia   | -iausia gražiausia     | -iausia gražiausia    | didžiausia              | didžiausia             |
| 副詞   |                     |                     |                        |                       |                         |                        |
| 原級   | -ai gerai           | -ai gerai           | -iai gražiai           | -iai gražiai          | didžiai                 | didžiai                |
| 比較級 | -iau geriau         | -iau geriau         | -iau gražiau           | -iau gražiau          | didžiau                 | didžiau                |
| 最上級 | -iausiai geriausiai | -iausiai geriausiai | -iausiai gražiausiai   | -iausiai gražiausiai  | didžiausiai             | didžiausiai            |

#### 限定形
限定形の形容詞 (įvardžiuotinis būdvardis) は、被修飾名詞を限定したり特定するために用いられる。限定形の形容詞は以下の通りに変化する。なお代名詞（tasaĩなど ）や数詞、あるいは分詞にも限定形を取るものがある。
|      | 第1変化               | 第1変化             | 第2変化                | 第2変化                | 第3変化                     | 第3変化                   |
| ---- | --------------------- | ------------------- | ---------------------- | ---------------------- | --------------------------- | ------------------------- |
|      | 男性 geras 「良い」   | 女性 gera 「良い」  | 男性 gražus 「美しい」 | 女性 graži 「美しい」  | 男性 vidutinis 「並の」     | 女性 vidutinė 「並の」    |
| 単数 |                       |                     |                        |                        |                             |                           |
| 主格 | -asis gerasis         | -oji geroji         | -usis gražusis         | -ioji gražioji         | -ysis vidutinysis           | -ioji vidutinioji         |
| 属格 | -ojo gerojo           | -osios gerosios     | -iojo gražiojo         | -iosios gražiosios     | -iojo vidutiniojo           | -iosios vidutiniosios     |
| 与格 | -ajam gerajam         | -ajai gerajai       | -iajam gražiajam       | -iajai gražiajai       | -iajam vidutiniajam         | -iajai vidutiniajai       |
| 対格 | -ąjį gerąjį           | -ąją gerąją         | -ųjį gražųjį           | -iąją gražiąją         | -įjį vidutinįjį             | -iąją vidutiniąją         |
| 具格 | -uoju geruoju         | -ąja gerąja         | -iuoju gražiuoju       | -iąja gražiąja         | -iuoju vidutiniuoju         | -ąja vidutiniąja          |
| 位格 | -ajame gerajame       | -ojoje gerojoje     | -iajame gražiajame     | -iojoje gražiojoje     | -iajame vidutiniajame       | -iojoje vidutiniojoje     |
| 複数 |                       |                     |                        |                        |                             |                           |
| 主格 | -ieji gerieji         | -osios gerosios     | -ieji gražieji         | -iosios gražiosios     | -ieji vidutinieji           | -iosios vidutiniosios     |
| 属格 | -ųjų gerųjų           | -ųjų gerųjų         | -iųjų gražiųjų         | -iųjų gražiųjų         | -iųjų vidutiniųjų           | -iųjų vidutiniųjų         |
| 与格 | -iesiems geriesiems   | -osioms gerosioms   | -iesiems gražiesiems   | -iosioms gražiosioms   | -iesiems vidutiniesiems     | -iosioms vidutiniosioms   |
| 対格 | -uosius geruosius     | -ąsias gerąsias     | -iuosius gražiuosius   | -iąsias gražiąsias     | -iuosius vidutiniuosius     | -iąsias vidutiniąsias     |
| 具格 | -aisiais geraisiais   | -osiomis gerosiomis | -iaisiais gražiaisiais | -iosiomis gražiosiomis | -iaisiais vidutiniaisiais   | -iosiomis vidutiniosiomis |
| 位格 | -uosiuose geruosiuose | -osiose gerosiose   | -iuosiuose gražiuose   | -iosiose gražiosiose   | -iuosiuose vidutiniuosiuose | -iosiose vidutiniosiose   |

### 動詞
リトアニアの動詞 (veiksmažodis) は、不定形の語尾がすべて -ti となっている。ただし再帰動詞は -tis となる。
いずれの動詞においても、3人称は単数と複数を区別しない。
リトアニア語の動詞には直説法 (tiesioginė nuosaka) 、命令法 (liepiamoji nuosaka) 、接続法 (tariamoji nuosaka) の3つの法 (nuosaka) がある。

#### 直説法（現在形および過去形）

##### 存在動詞
リトアニア語の būti という動詞は存在動詞と呼ばれ、英語の be 動詞にあたるものであり、日本語では「〜である」「いる」「ある」などと訳される。文においては現在形はしばしば省略されるが、過去形の場合は省略されることはない。
例・ "Jūs esate lietuvis."（あなたはリトアニア人である。）
　　 "Jūs esate lietuviai."（あなた方はリトアニア人である。）
　　 "Mes buvome studentai."（私たちは学生であった。）
また存在動詞 būti の過去形には「…したことがある」という表現のように英語では現在完了形で表されるようなものもある。これは、存在動詞の現在形と存在動詞の過去能動分詞の組み合わせでも同様の表現がなされる。両者の実質的な差異はほとんどないが、「過去の経験を現在においても有している」点を強調する場合には後者が用いられる。
例・ "Aš buvau Japonijoje."（私は日本に行ったことがある。）
　　 ≒ "Aš esu buvęs/buvusi Japonijoje."（私は日本に行ったことがある。）
būti の現在形は他の動詞とは異なり、以下の表のように3人称が不規則的に活用する。過去形の活用は規則的である。
|      |       | 現在形 | 現在形 | 過去形 | 過去形   |
| 肯定 | 否定  | 肯定   | 否定   |        |          |
| ---- | ----- | ------ | ------ | ------ | -------- |
| 単数 | 1人称 | esu    | nesu   | buvau  | nebuvau  |
| 単数 | 2人称 | esi    | nesi   | buvai  | nebuvai  |
| 単数 | 3人称 | yra    | nėra   | buvo   | nebuvo   |
| 複数 | 1人称 | esame  | nesame | buvome | nebuvome |
| 複数 | 2人称 | esate  | nesate | buvote | nebuvote |
| 複数 | 3人称 | yra    | nėra   | buvo   | nebuvo   |

なお、存在動詞の現在形には上記のほかに以下の形をとるものもあり、一般的に多く用いられる。これには「必ずしもそうとは言い切れないものの大抵の場合は〜である／ではない」といった意味合いが含まれている。
|      |       | 現在形 | 現在形   |
| 肯定 | 否定  |        |          |
| ---- | ----- | ------ | -------- |
| 単数 | 1人称 | būnu   | nebūnu   |
| 単数 | 2人称 | būni   | nebūni   |
| 単数 | 3人称 | būna   | nebūna   |
| 複数 | 1人称 | būname | nebūname |
| 複数 | 2人称 | būnate | nebūnate |
| 複数 | 3人称 | būna   | nebūna   |

例・ "Lietuvoje vasaros kartais būna vėsios."（リトアニアでは夏はたまに涼しいこともある。）

##### 一般動詞（非再帰動詞）
一般動詞は、主語に合わせて以下のように語尾が変化する。現在形は、主語が3人称の際に -a となる動詞が第1変化、 -i となるものが第2変化、 -o となるものが第3変化に分類される。また、過去形は、主語が3人称の際に -o となる動詞が第1変化、 -ė となる動詞が第2変化に分類される。
また一般動詞の過去形には「〜したことがある」という表現のように英語では現在完了形で表されるようなものもある。これは、存在動詞の現在形と一般動詞の過去能動分詞の組み合わせでも同様の表現がなされる。両者の実質的な差異はほとんどないが、「過去の経験を現在においても有している」点を強調する場合には後者が用いられる。
例・ "Aš mačiau šį filmą."（私はこの映画を見たことがある。）
　　 ≒ "Aš esu matęs/mačiusi šį filmą."（私はこの映画を見たことがある。）
|                       |                         | 現在形                    | 現在形                | 現在形                    | 過去形     | 過去形        |
| --------------------- | ----------------------- | ------------------------- | --------------------- | ------------------------- | ---------- | ------------- |
| 第1変化 eiti 「行く」 | 第2変化 turėti 「持つ」 | 第3変化 klausyti 「聞く」 | 第1変化 eiti 「行く」 | 第2変化 klausyti 「聞く」 |            |               |
| 単数                  | 1人称                   | -u einu                   | -iu turiu             | -au klausau               | -au ėjau   | -iau klausiau |
| 単数                  | 2人称                   | -i eini                   | -i turi               | -ai klausai               | -ai ėjai   | -ei klausei   |
| 単数                  | 3人称                   | -a eina                   | -i turi               | -o klauso                 | -o ėjo     | -ė klausė     |
| 複数                  | 1人称                   | -ame einame               | -ime turime           | -ome klausome             | -ome ėjome | -ėme klausėme |
| 複数                  | 2人称                   | -ate einate               | -ite turite           | -ote klausote             | -ote ėjote | -ėte klausėte |
| 複数                  | 3人称                   | -a eina                   | -i turi               | -o klauso                 | -o ėjo     | -ė klausė     |

また、一般動詞の否定形は、現在形・過去形ともに単語の頭に ne- を付して表現される（ eiti のように e- で始まる動詞の場合は、 n- のみを付す）。
例・einu → neinu （私は行かない）
　　turime → neturime （私たちは持っていない）
　　klausėte → neklausėte （あなたたちは聞いていなかった）
リトアニア語の動詞の中には、不定形、現在形、過去形のあいだに規則性が見られるものもある（以下の表を参照）。
| - atostogos （名詞「休暇」） → atostogauti （「休暇をとる」） atostogauja 【3人称現在形】 atostogavo 【3人称過去形】 - dalyvis （名詞「参加者」） → dalyvauti （「参加する」） dalyvauja 【3人称現在形】 dalyvavo 【3人称過去形】 - draugas （名詞「友人」） → draugauti （「交友する」） draugauja 【3人称現在形】 draugavo 【3人称過去形】 | - kelionė （名詞「旅」） → keliauti （「旅をする」） keliauja 【3人称現在形】 keliavo 【3人称過去形】 - pietūs （名詞「昼食」） → pietauti （「昼食をとる」） pietauja 【3人称現在形】 pietavo 【3人称過去形】 - pusryčiai （名詞「朝食」） → pusryčiauti （「朝食をとる」） pusryčiauja 【3人称現在形】 pusryčiavo 【3人称過去形】 | - vakarienė （名詞「夕食」） → vakarieniauti （「夕食をとる」） vakarieniauja 【3人称現在形】 vakarieniavo 【3人称過去形】 |

| - apkrauti （「負担をかける」） apkrauna 【3人称現在形】 apkrovė 【3人称過去形】 - auti （「（靴などを）履く」） auna 【3人称現在形】 avė 【3人称過去形】 | - džiauti （「（服などを）干す」） džiauna 【3人称現在形】 džiovė 【3人称過去形】 - gauti （「（物などを）受け取る」） gauna 【3人称現在形】 gavo 【3人称過去形】 | - kauti （「戦う」） kauna 【3人称現在形】 kovė 【3人称過去形】 - spjauti （「唾を吐く」） spjauna 【3人称現在形】 spjovė 【3人称過去形】 |

| - gyventi （「住む」） gyvena 【3人称現在形】 gyveno 【3人称過去形】 |

| - didėlis （形容詞「大きい」） → didėti （「大きくなる」） didėja 【3人称現在形】 didėjo 【3人称過去形】 | - mažas （形容詞「小さい」） → mažėti （「小さくなる」） mažėja 【3人称現在形】 mažėjo 【3人称過去形】 |  |

| - čiuožti（動詞「（氷の上を）滑る」） → čiuožinėti （「（氷の上を何度も）滑る」） čiuožinėja 【3人称現在形】 čiuožinėjo 【3人称過去形】 - klausti（動詞「尋ねる」） → klausinėti （「（何度も）尋ねる」） klausinėja 【3人称現在形】 klausinėjo 【3人称過去形】 - važiuoti（動詞「（車などで）行く」） → važinėti （「（車などで何度も繰り返し）行く」） važinėja 【3人称現在形】 važinėjo 【3人称過去形】 |

| - gąstelėti （「少しどきりとする」） gąstelėja 【3人称現在形】 gąstelėjo 【3人称過去形】 - mirktelėti （「瞬きをする」） mirktelėja 【3人称現在形】 mirktelėjo 【3人称過去形】 | - žagtelėti （「少ししゃっくりをする」） žagtelėja 【3人称現在形】 žagtelėjo 【3人称過去形】 | - žvilgtelėti （「一瞥する」） žvilgtelėja 【3人称現在形】 žvilgtelėjo 【3人称過去形】 |

| - čepsėti （「むしゃむしゃ食べる」） čepsi 【3人称現在形】 čepsėjo 【3人称過去形】 - dėti （「置く」） deda 【3人称現在形】 dėjo 【3人称過去形】 | - dėvėti （「着ている」） dėvi 【3人称現在形】 dėvėjo 【3人称過去形】 - galėti （「できる」） gali 【3人称現在形】 galėjo 【3人称過去形】 | - kalbėti （「話す」） kalba 【3人称現在形】 kalbėjo 【3人称過去形】 |

| - aiškus（形容詞「分かりやすい」） → aiškinti （「説明する」） aiškina 【3人称現在形】 aiškino 【3人称過去形】 - augti（自動詞「育つ」） → auginti （「育てる」） augina 【3人称現在形】 augino 【3人称過去形】 | - didėlis（形容詞「大きい」） → didinti （「大きくする」） didina 【3人称現在形】 didino 【3人称過去形】 - džiovus（形容詞「乾きやすい」） → džiovinti （「乾かす」） džiovina 【3人称現在形】 džiovino 【3人称過去形】 | - mažas（形容詞「小さい」） → mažinti （「小さくする」） mažina 【3人称現在形】 mažino 【3人称過去形】 - saldus（形容詞「甘い」） → saldinti （「甘くする」） saldina 【3人称現在形】 saldino 【3人称過去形】 |

| - tvinti（動詞「水位が上がる」） tvinsta 【3人称現在形】 tvino 【3人称過去形】 |

| - rūdys（名詞「錆」） → rūdyti （「錆びる」） rūdija 【3人称現在形】 rūdijo 【3人称過去形】 |

| - atrodyti（「見える／思われる」） atrodo 【3人称現在形】 atrodė 【3人称過去形】 - bandyti（「試す」） bando 【3人称現在形】 bandė 【3人称過去形】 - daryti（「する」） daro 【3人称現在形】 darė 【3人称過去形】 - dažyti（「塗る」） dažo 【3人称現在形】 dažė 【3人称過去形】 - dėstyti（「教える」） dėsto 【3人称現在形】 dėstė 【3人称過去形】 | - klausyti（「聴く」） klauso 【3人称現在形】 klausė 【3人称過去形】 - manyti（「思う」） mano 【3人称現在形】 manė 【3人称過去形】 - matyti（「見る」） mato 【3人称現在形】 matė 【3人称過去形】 - prašyti（「頼む」） prašo 【3人称現在形】 prašė 【3人称過去形】 - rašyti（「書く」） rašo 【3人称現在形】 rašė 【3人称過去形】 | - sakyti（「言う」） sako 【3人称現在形】 sakė 【3人称過去形】 - skaityti（「読む」） skaito 【3人称現在形】 skaitė 【3人称過去形】 - valgyti（「食べる」） valgo 【3人称現在形】 valgė 【3人称過去形】 |

| - abejas （名詞「疑い」） → abejoti （「疑う」） abejoja 【3人称現在形】 abejojo 【3人称過去形】 - auka （名詞「犠牲」） → aukoti （「犠牲にする」） aukoja 【3人称現在形】 aukojo 【3人称過去形】 - bėgti （動詞「走る」） → bėgioti （「（何度も）走る」） bėgioja 【3人称現在形】 bėgiojo 【3人称過去形】 | - dėka （名詞「感謝」） → dėkoti （「感謝する」） dėkoja 【3人称現在形】 dėkojo 【3人称過去形】 - dovana （名詞「贈り物」） → dovanoti （「贈る」） dovanoja 【3人称現在形】 dovanojo 【3人称過去形】 - galva （名詞「頭」） → galvoti （「考える」） galvoja 【3人称現在形】 galvojo 【3人称過去形】 | - pasaka （名詞「物語」） → pasakoti （「語る」） pasakoja 【3人称現在形】 pasakojo 【3人称過去形】 |

| - ieškoti （「探す」） ieško 【3人称現在形】 ieškojo 【3人称過去形】 | - bijoti （「恐れる」） bijo 【3人称現在形】 bijojo 【3人称過去形】 |  |

| - daina （名詞「歌」） → dainuoti （「歌う」） dainuoja 【3人称現在形】 dainavo 【3人称過去形】 - bučinys （名詞「キス」） → bučiuoti （「キスをする」） bučiuoja 【3人称現在形】 bučiavo 【3人称過去形】 - informacija （名詞「情報」） → informuoti （「知らせる」） informuoja 【3人称現在形】 informavo 【3人称過去形】 | - kaina （名詞「価格」） → kainuoti （「費用がかかる」） kainuoja 【3人称現在形】 kainavo 【3人称過去形】 - sportas （名詞「スポーツ」） → sportuoti （「運動する」） sportuoja 【3人称現在形】 sportavo 【3人称過去形】 | - studijos （名詞「研究」） → studijuoti （「研究する」） studijuoja 【3人称現在形】 studijavo 【3人称過去形】 - vėlus （形容詞「遅い」） → vėluoti （「遅刻する」） vėluoja 【3人称現在形】 vėlavo 【3人称過去形】 |

| - duoti （「（物を）渡す」） duoda 【3人称現在形】 davė 【3人称過去形】 |

##### 一般動詞（再帰動詞）
再帰動詞の現在形と過去形は主語に応じて以下のように変化する。
|                            |                              | 現在形                   | 現在形                       | 現在形                   | 過去形          | 過去形          |
| -------------------------- | ---------------------------- | ------------------------ | ---------------------------- | ------------------------ | --------------- | --------------- |
| 第1変化 džiaugtis 「喜ぶ」 | 第2変化 tikėtis 「期待する」 | 第3変化 mokytis 「学ぶ」 | 第1変化 tikėtis 「期待する」 | 第2変化 mokytis 「学ぶ」 |                 |                 |
| 単数                       | 1人称                        | -uosi džiaugiuosi        | -iuosi tikiuosi              | -ausi mokausi            | -ausi tikėjausi | -iausi mokiausi |
| 単数                       | 2人称                        | -iesi džiaugiesi         | -iesi tikiesi                | -aisi mokaisi            | -aisi tikėjaisi | -eisi mokėsi    |
| 単数                       | 3人称                        | -asi džiaugiasi          | -isi tikisi                  | -osi mokosi              | -osi tikėjosi   | -ėsi mokėsi     |
| 複数                       | 1人称                        | -amės džiaugiamės        | -imės tikimės                | -omės mokomės            | -omės tikėjomės | -ėmės mokėmės   |
| 複数                       | 2人称                        | -atės džiaugiatės        | -itės tikitės                | -otės mokotės            | -otės tikėjotės | -ėtės mokėtės   |
| 複数                       | 3人称                        | -asi džiaugiasi          | -isi tikisi                  | -osi mokosi              | -osi tikėjosi   | -ėsi mokėsi     |

なお、接頭辞がつく場合や否定形の場合は、-si- が前に移動する。

#### 直説法（習慣過去形）
リトアニア語の動詞の習慣過去形は、過去に何度も行っていた行為を表現するときに用いられ、習慣過去形の動詞は日本語では「〜していたものだ」とも訳される（英語の "used to 〜" に相当）。不定形の語尾 -ti(s) を変化させて表現される。
|                              |                        | 習慣過去形                | 習慣過去形       | 習慣過去形           |
| ---------------------------- | ---------------------- | ------------------------- | ---------------- | -------------------- |
| 存在動詞 būti 「いる／ある」 | 一般動詞 eiti 「行く」 | 再帰動詞 mokytis 「学ぶ」 |                  |                      |
| 単数                         | 1人称                  | -davau būdavau            | -davau eidavau   | -davausi mokydavausi |
| 単数                         | 2人称                  | -davai būdavai            | -davai eidavai   | -davaisi mokydavaisi |
| 単数                         | 3人称                  | -davo būdavo              | -davo eidavo     | -davosi mokydavosi   |
| 複数                         | 1人称                  | -davome būdavome          | -davome eidavome | -davomės mokydavomės |
| 複数                         | 2人称                  | -davote būdavote          | -davote eidavote | -davotės mokydavotės |
| 複数                         | 3人称                  | -davo būdavo              | -davo eidavo     | -davosi mokydavosi   |

習慣過去形の否定は、現在形や過去形などと同様に単語の頭に ne- を付して表現される。

#### 直説法（未来形）
リトアニア語の動詞の未来形は、不定形の語尾 -ti(s) を変化させて表現される。原則として、1人称単数の語尾は -siu 、2人称単数の語尾は -si 、3人称の語尾は -s 、1人称複数の語尾は -sime 、2人称複数の語尾は -site となる。未来形の否定は、現在形や過去形などと同様に単語の頭に ne- を付して表現される。
|                              |                        | 未来形                    | 未来形       | 未来形             |
| ---------------------------- | ---------------------- | ------------------------- | ------------ | ------------------ |
| 存在動詞 būti 「いる／ある」 | 一般動詞 eiti 「行く」 | 再帰動詞 mokytis 「学ぶ」 |              |                    |
| 単数                         | 1人称                  | -siu būsiu                | -siu eisiu   | -siuosi mokysiuosi |
| 単数                         | 2人称                  | -si būsi                  | -si eisi     | -siesi mokysiesi   |
| 単数                         | 3人称                  | -s bus                    | -s eis       | -sis mokysis       |
| 複数                         | 1人称                  | -sime būsime              | -sime eisime | -simės mokysimės   |
| 複数                         | 2人称                  | -site būsite              | -site eisite | -sitės mokysitės   |
| 複数                         | 3人称                  | -s bus                    | -s eis       | -sis mokysis       |

ただし、不定形の語尾が -sti(s) もしくは -zti(s) である場合は、以下のように変化する。
例・vesti → vesiu / vesi / ves / vesime / vesite / ves
　　　※ s を2度重ねて表記しない。
　　megzti → megsiu / megsi / megs / megsime / megsite / megs
　　　※ z は後に続く s に同化される。
また、不定形の語尾が -šti(s) もしくは -žti(s) である場合、以下のように変化する。
例・nešti → nešiu / neši / neš / nešime / nešite / neš
　　　※ 未来形を表す s は š に同化される。
　　vežti → vešiu / veši / veš / vešime / vešite / veš
　　　※ 未来形を表す s は ž と同化して š となる。
語幹（接頭辞および不定形の語尾 -ti(s) を除いた部分）が1音節のみで構成され、さらに母音で終わる場合、3人称の未来形は長母音の y および (i)ū はそれぞれ短母音の i および (i)u に変化する。1人称および2人称については長母音が維持される。ただし例外として、vyti および siūti の3人称未来形は、 vis や sius とはならずに vys や siūs となる。後者は、 siusti の3人称未来形 sius との混同を避けるために長母音が維持されている。
例・būti → bus
　　lyti → lis
　　gyti → gis
　　džiūti → džius
語幹が1音節であってもその後にさらに子音が続く場合は、長母音が短母音に変化することはない。
例・plyšti → plyš
　　dygti → dygs
　　dūkti → dūks
　　rūgti → rūgs
語幹が2音節以上で構成される場合も、母音の長さは変化しない。

#### 命令法
リトアニア語の動詞の命令法は、不定形の語尾 -ti(s) を変化させて表現される。
命令は通常2人称単数で表現されるが、2人称複数が用いられる場合は、丁寧な依頼として表現される（「〜してください」）。また、命令法が1人称複数で用いられる場合は、勧誘を表している（「〜しよう」）。
|                              |                        | 命令法                    | 命令法       | 命令法           |
| ---------------------------- | ---------------------- | ------------------------- | ------------ | ---------------- |
| 存在動詞 būti 「いる／ある」 | 一般動詞 eiti 「行く」 | 再帰動詞 mokytis 「学ぶ」 |              |                  |
| 単数                         | 2人称                  | -k(i) būk(i)              | -k(i) eik(i) | -kis mokykis     |
| 複数                         | 1人称                  | -kime būkime              | -kime eikime | -kimės mokykimės |
| 複数                         | 2人称                  | -kite būkite              | -kite eikite | -kitės mokykitės |

命令法の否定は、単語の頭に ne- を付して表現される。
例・būk → nebūk （いるな、〜になるな）
　　eikime → neikime （行かないでおこう）
　　mokykitės → nesimokykite （学ばないでください）
なお、不定形の語尾が -kti(s) もしくは -gti(s) である場合は、以下のように変化する。
例・laukti（待つ） → lauk / laukime / laukite
　　　※ k を2度重ねて表記しない。
　　bėgti（走る） → bėk / bėkime / bėkite
　　　※ g は後に続く k に同化される。

#### 接続法
リトアニア語の接続法現在形は、現在の事実や近い未来に起きるべき事実に反する仮定を表現するときに用いられる。また、主語にあたる人の意志、願望などを表現するときにも用いられる。不定形の語尾 -ti(s) を変化させて表現される。
|                              |                        | 接続法                    | 接続法               | 接続法                   |
| ---------------------------- | ---------------------- | ------------------------- | -------------------- | ------------------------ |
| 存在動詞 būti 「いる／ある」 | 一般動詞 eiti 「行く」 | 再帰動詞 mokytis 「学ぶ」 |                      |                          |
| 単数                         | 1人称                  | -čiau būčiau              | -čiau eičiau         | -čiausi mokyčiausi       |
| 単数                         | 2人称                  | -tum(ei) būtum(ei)        | -tum(ei) eitum(ei)   | -tum(ei)si mokytum(ei)si |
| 単数                         | 3人称                  | -tų būtų                  | -tų eitų             | -tųsi mokytųsi           |
| 複数                         | 1人称                  | -tu(mė)me būtu(mė)me      | -tu(mė)me eitu(mė)me | -tu(mė)mės mokytu(mė)mės |
| 複数                         | 2人称                  | -tumėte būtumėte          | -tumėte eitumėte     | -tumėtės mokytumėtės     |
| 複数                         | 3人称                  | -tų būtų                  | -tų eitų             | -tųsi mokytųsi           |

なお、2人称複数には上記の -tumėte のほかに -tute などの形を取るものもあるが、口語では一般的ではない。
過去の事実に反する仮定などを表現するときには接続法過去形が用いられる。これは、接続法現在形の後に過去能動分詞の主格を続けることで表現される。
例・ "Jeigu nebūčiau įstojusi į Vilniaus universitetą, būčiau išvykusi iš Lietuvos." （もしヴィリニュス大学に入学していなかったら、私はリトアニアを離れていただろう。）
　　　※ここでは過去の事実に反する仮定が表現されている。すなわち、現実には、ヴィリニュス大学に入学しリトアニアに居続けていた。

#### 分詞
リトアニア語には多くの種類の分詞が存在し、書き言葉のみならず話し言葉でもよく用いられる。リトアニア語の分詞は性や数、格に合わせて変化する形容詞的分詞と、変化しない副詞的分詞に分けられる。以下に示す分詞のうち、現在能動分詞、過去能動分詞、習慣過去能動分詞、未来能動分詞、現在受動分詞、過去受動分詞、未来受動分詞、必要分詞の8つが前者の形容詞的分詞であり、現在副分詞、過去副分詞、習慣過去副分詞、未来副分詞の4つが副詞的分詞である。なお、半分詞は性や数に合わせて変化するものの、格変化はもたず、そのため形容詞的分詞でも副詞的分詞でもない。

##### 現在能動分詞
現在能動分詞は、ある物体（名詞）の現在における特徴（状況や動作など）、あるいは(特に継続を表す接辞be-とともに）進行相を表現する分詞である。名詞を修飾し、日本語では「〜している…（名詞）」などと訳される。現在能動分詞は被修飾語の名詞の前にも後にも置かれ、その名詞の性・数・格と一致する。
例・ "Kas tas valgantis žmogus?" （食事をしているあの人は誰？）
　　 "Tas einantis vyras yra mano profesorius." （あの歩いている男性は私の教授です。）
なお、男性主格は単数・複数ともに短縮形があり、現代リトアニア語においてはいずれもよく用いられる。また、再帰動詞の現在能動分詞には接頭辞の be-si- が付される（例・besimokantis studentas（「勉強している学生」））。
|                                  | 存在動詞 būti 「いる／ある」     | 存在動詞 būti 「いる／ある」 | 一般動詞                        | 一般動詞                  | 一般動詞                      | 一般動詞              |
| 第1変化／第3変化 dirbti 「働く」 | 第1変化／第3変化 dirbti 「働く」 | 存在動詞 būti 「いる／ある」 | 第2変化 mylėti 「愛する」       | 第2変化 mylėti 「愛する」 |                               |                       |
|                                  | 男性                             | 女性                         | 男性                            | 女性                      | 男性                          | 女性                  |
| 単数                             |                                  |                              |                                 |                           |                               |                       |
| 主格                             | -antis / -ąs esantis / esąs      | -anti esanti                 | -antis / -ąs dirbantis / dirbąs | -anti dirbanti            | -intis / -įs mylintis / mylįs | -inti mylinti         |
| 属格                             | -ančio esančio                   | -ančios esančios             | -ančio dirbančio                | -ančios dirbančios        | -inčio mylinčio               | -inčios mylinčios     |
| 与格                             | -ančiam esančiam                 | -ančiai esančiai             | -ančiam dirbančiam              | -ančiai dirbančiai        | -inčiam mylinčiam             | -inčiai mylinčiai     |
| 対格                             | -antį esantį                     | -ančią esančią               | -antį dirbantį                  | -ančią dirbančią          | -intį mylintį                 | -inčią mylinčią       |
| 具格                             | -ančiu esančiu                   | -ančia esančia               | -ančiu dirbančiu                | -ančia dirbančia          | -inčiu mylinčiu               | -inčia mylinčia       |
| 位格                             | -ančiame esančiame               | -ančioje esančioje           | -ančiame dirbančiame            | -ančioje dirbančioje      | -inčiame mylinčiame           | -inčioje mylinčioje   |
| 複数                             |                                  |                              |                                 |                           |                               |                       |
| 主格                             | -antys / -ą esantys / esą        | -ančios esančios             | -antys / -ą dirbantys / dirbą   | -ančios dirbančios        | -intys / -į mylintys / mylį   | -inčios mylinčios     |
| 属格                             | -ančių esančių                   | -ančių esančių               | -ančių dirbančių                | -ančių dirbančių          | -inčių mylinčių               | -inčių mylinčių       |
| 与格                             | -antiems esantiems               | -ančioms esančioms           | -antiems dirbantiems            | -ančioms dirbančioms      | -intiems mylintiems           | -inčioms mylinčioms   |
| 対格                             | -ančius esančius                 | -ančias esančias             | -ančius dirbančius              | -ančias dirbančias        | -inčius mylinčius             | -inčias mylinčias     |
| 具格                             | -ančiais esančiais               | -ančiomis esančiomis         | -ančiais dirbančiais            | -ančiomis dirbančiomis    | -inčiais mylinčiais           | -inčiomis mylinčiomis |
| 位格                             | -ančiuose esančiuose             | -ančiose esančiose           | -ančiuose dirbančiuose          | -ančiose dirbančiose      | -inčiuose mylinčiuose         | -inčiose mylinčiose   |

なお、現在能動分詞が述語的機能を保つ場合、常に接頭辞の be- が伴う。（継続を表す接頭辞の be-を加えて進行相を明確にして、スペイン語や英語の現在進行形のようになる。）
例・ "Aš buvau beeinantis iš namų, kai pradėjo lyti." （雨が降り始めたとき私は家を出るところだった。）

##### 過去能動分詞
過去能動分詞は、ある物体（名詞）の過去における特徴（状況や動作など）を動詞を使って表現する際に用いられる。名詞を修飾し、日本語では「〜した…（名詞）」などと訳される。過去能動分詞は被修飾語の名詞の前にも後にも置かれ、その名詞の性・数・格と一致する。
また、過去能動分詞が存在動詞 būti と組み合わせて用いられることで、経験などを表される。存在動詞が現在形の場合は、存在動詞の現在形と過去能動分詞の組み合わせの代わりに動詞の過去形を用いて表現されることもある。
例・ "Aš esu buvęs/buvusi Japonijoje."（私は日本に行ったことがある。） 
　　 ≒ "Aš buvau Japonijoje."（私は日本に行ったことがある。）
　　 "Aš esu matęs/mačiusi šį filmą."（私はこの映画を見たことがある。）
　　 ≒ "Aš mačiau šį filmą."（私はこの映画を見たことがある。）
存在動詞が過去形の場合は、過去において既に経験を有していたことが表される。
　　 "Aš buvau buvęs/buvusi Japonijoje."（私は日本に行ったことがあった。）
　　 "Aš buvau matęs/mačiusi šį filmą."（私はこの映画を見たことがあった。）
また、過去能動分詞は第2の述語としても用いられ、「〜すると」「〜して」「〜した後で」「〜してから」などと訳される。文の述語と同じ主語だが、異なる時間を表す点で半分詞とは異なる。述語と異なる主語の場合は過去能動分詞ではなく過去副分詞が用いられる。
例・ "Parvažiavęs namo, berniukas skaitė knygą."（男の子は家に帰って本を読んだ。）
|                                    | 存在動詞 būti 「いる／ある」       | 存在動詞 būti 「いる／ある」 | 一般動詞                      | 一般動詞                      | 一般動詞                                  | 一般動詞                                  | 再帰動詞                        | 再帰動詞                        | 再帰動詞                      | 再帰動詞                      |
| 不定形が -yti 以外 dirbti 「働く」 | 不定形が -yti 以外 dirbti 「働く」 | 存在動詞 būti 「いる／ある」 | 不定形が -yti matyti 「見る」 | 不定形が -yti matyti 「見る」 | 不定形が -ytis 以外 kalbėtis 「会話する」 | 不定形が -ytis 以外 kalbėtis 「会話する」 | 不定形が -ytis mokytis 「学ぶ」 | 不定形が -ytis mokytis 「学ぶ」 |                               |                               |
|                                    | 男性                               | 女性                         | 男性                          | 女性                          | 男性                                      | 女性                                      | 男性                            | 女性                            | 男性                          | 女性                          |
| 単数                               |                                    |                              |                               |                               |                                           |                                           |                                 |                                 |                               |                               |
| 主格                               | -ęs buvęs                          | -usi buvusi                  | -ęs dirbęs                    | -usi dirbusi                  | -ęs matęs                                 | -iusi mačiusi                             | -ęsis kalbėjęsis                | -usis kalbėjusis                | -ęsis mokęsis                 | -iusis mokiusis               |
| 属格                               | -usio buvusio                      | -usios buvusios              | -usio dirbusio                | -usios dirbusios              | -iusio mačiusio                           | -iusios mačiusios                         | besi-usio besikalbėjusio        | besi-usios besikalbėjusios      | besi-iusio besimokiusio       | besi-iusios besimokiusios     |
| 与格                               | -usiam buvusiam                    | -usiai buvusiai              | -usiam dirbusiam              | -usiai dirbusiai              | -iusiam mačiusiam                         | -iusiai mačiusiai                         | besi-usiam besikalbėjusiam      | besi-usiai besikalbėjusiai      | besi-iusiam besimokiusiam     | besi-iusiai besimokiusiai     |
| 対格                               | -usį buvusį                        | -usią buvusią                | -usį dirbusį                  | -usią dirbusią                | -iusį mačiusį                             | -iusią mačiusią                           | besi-usį besikalbėjusį          | besi-usią besikalbėjusią        | besi-iusį besimokiusį         | besi-iusią besimokiusią       |
| 具格                               | -usiu buvusiu                      | -usia buvusia                | -usiu dirbusiu                | -usia dirbusia                | -iusiu mačiusiu                           | -iusia mačiusia                           | besi-usiu besikalbėjusiu        | besi-usia besikalbėjusia        | besi-iusiu besimokiusiu       | besi-iusia besimokiusia       |
| 位格                               | -usiame buvusiame                  | -usioje buvusioje            | -usiame dirbusiame            | -usioje dirbusioje            | -iusiame mačiusiame                       | -iusioje mačiusioje                       | besi-usiame besikalbėjusiame    | besi-usioje besikalbėjusioje    | besi-iusiame besimokiusiame   | besi-iusioje besimokiusioje   |
| 複数                               |                                    |                              |                               |                               |                                           |                                           |                                 |                                 |                               |                               |
| 主格                               | -ę buvę                            | -usios buvusios              | -ę dirbę                      | -usios dirbusios              | -ę matę                                   | -iusios mačiusios                         | -ęsi kalbėjęsi                  | -usiosis kalbėjusiosis          | -ęsi mokęsi                   | -iusiosis mokiusiosis         |
| 属格                               | -usių buvusių                      | -usių buvusių                | -usių dirbusių                | -usių dirbusių                | -iusių mačiusių                           | -iusių mačiusių                           | besi-usių besikalbėjusių        | besi-usių besikalbėjusių        | besi-iusių besimokiusių       | besi-iusių besimokiusių       |
| 与格                               | -usiems buvusiems                  | -usioms buvusioms            | -usiems dirbusiems            | -usioms dirbusioms            | -iusiems mačiusiems                       | -iusioms mačiusioms                       | besi-usiems besikalbėjusiems    | besi-usioms besikalbėjusioms    | besi-iusiems besimokiusiems   | besi-iusioms besimokiusioms   |
| 対格                               | -usius buvusius                    | -usias buvusias              | -usius dirbusius              | -usias dirbusias              | -iusius mačiusius                         | -iusias mačiusias                         | besi-usius besikalbėjusius      | besi-usias besikalbėjusias      | besi-iusius besimokiusius     | besi-iusias besimokiusias     |
| 具格                               | -usiais buvusiais                  | -usiomis buvusiomis          | -usiais dirbusiais            | -usiomis dirbusiomis          | -iusiais mačiusiais                       | -iusiomis mačiusiomis                     | besi-usiais besikalbėjusiais    | besi-usiomis besikalbėjusiomis  | besi-iusiais besimokiusiais   | besi-iusiomis besimokiusiomis |
| 位格                               | -usiuose buvusiuose                | -usiose buvusiose            | -usiuose dirbusiuose          | -usiose dirbusiose            | -iusiuose mačiusiuose                     | -iusiose mačiusiose                       | besi-usiuose besikalbėjusiuose  | besi-usiose besikalbėjusiose    | besi-iusiuose besimokiusiuose | besi-iusiose besimokiusiose   |

##### 習慣過去能動分詞
|      | 存在動詞 būti 「いる／ある」 | 存在動詞 būti 「いる／ある」 | 一般動詞 dirbti 「働く」   | 一般動詞 dirbti 「働く」   |
| 男性 | 女性                         | 男性                         | 女性                       |                            |
| 単数 |                              |                              |                            |                            |
| 主格 | -davęs būdavęs               | -davusi būdavusi             | -davęs dirbdavęs           | -davusi dirbdavusi         |
| 属格 | -davusio būdavusio           | -davusios būdavusios         | -davusio dirbdavusio       | -davusios dirbdavusios     |
| 与格 | -davusiam būdavusiam         | -davusiai būdavusiai         | -davusiam dirbdavusiam     | -davusiai dirbdavusiai     |
| 対格 | -davusį būdavusį             | -davusią būdavusią           | -davusį dirbdavusį         | -davusią dirbdavusią       |
| 具格 | -davusiu būdavusiu           | -davusia būdavusia           | -davusiu dirbdavusiu       | -davusia dirbdavusia       |
| 位格 | -davusiame būdavusiame       | -davusioje būdavusioje       | -davusiame dirbdavusiame   | -davusioje dirbdavusioje   |
| 複数 |                              |                              |                            |                            |
| 主格 | -davę būdavę                 | -davusios būdavusios         | -davę dirbdavę             | -davusios dirbdavusios     |
| 属格 | -davusių būdavusių           | -davusių būdavusių           | -davusių dirbdavusių       | -davusių dirbdavusių       |
| 与格 | -davusiems būdavusiems       | -davusioms būdavusioms       | -davusiems dirbdavusiems   | -davusioms dirbdavusioms   |
| 対格 | -davusius būdavusius         | -davusias būdavusias         | -davusius dirbdavusius     | -davusias dirbdavusias     |
| 具格 | -davusiais būdavusiais       | -davusiomis būdavusiomis     | -davusiais dirbdavusiais   | -davusiomis dirbdavusiomis |
| 位格 | -davusiuose būdavusiuose     | -davusiose būdavusiose       | -davusiuose dirbdavusiuose | -davusiose dirbdavusiose   |

##### 未来能動分詞
未来能動分詞は、ある物体（名詞）の未来における特徴（状況や動作など）を動詞を使って表現する際に用いられる。名詞を修飾し、日本語では「〜する（予定の）…（名詞）」などと訳される。未来能動分詞は被修飾語の名詞の前にも後にも置かれ、その名詞の性・数・格と一致する。
例・ "Ateisiančios žiemos ilgumo nežinom." （やって来る冬の長さは分からない。）
なお、男性主格は単数・複数ともに短縮形がある。
|      | 存在動詞 būti 「いる／ある」        | 存在動詞 būti 「いる／ある」 | 一般動詞 dirbti 「働く」                | 一般動詞 dirbti 「働く」   |
|      | 男性                                | 女性                         | 男性                                    | 女性                       |
| 単数 |                                     |                              |                                         |                            |
| 主格 | -siantis / -siąs būsiantis / būsiąs | -sianti būsianti             | -siantis / -siąs dirbsiantis / dirbsiąs | -sianti dirbsianti         |
| 属格 | -siančio būsiančio                  | -siančios būsiančios         | -siančio dirbsiančio                    | -siančios dirbsiančios     |
| 与格 | -siančiam būsiančiam                | -siančiai būsiančiai         | -siančiam dirbsiančiam                  | -siančiai dirbsiančiai     |
| 対格 | -siantį būsiantį                    | -siančią būsiančią           | -siantį dirbsiantį                      | -siančią dirbsiančią       |
| 具格 | -siančiu būsiančiu                  | -siančia būsiančia           | -siančiu dirbsiančiu                    | -siančia dirbsiančia       |
| 位格 | -siančiame būsiančiame              | -siančioje būsiančioje       | -siančiame dirbsiančiame                | -siančioje dirbsiančioje   |
| 複数 |                                     |                              |                                         |                            |
| 主格 | -siantys / -sią būsiantys / būsią   | -siančios būsiančios         | -siantys / -sią dirbsiantys / dirbsią   | -siančios dirbsiančios     |
| 属格 | -siančių būsiančių                  | -siančių būsiančių           | -siančių dirbsiančių                    | -siančių dirbsiančių       |
| 与格 | -siantiems būsiantiems              | -siančioms būsiančioms       | -siantiems dirbsiantiems                | -siančioms dirbsiančioms   |
| 対格 | -siančius būsiančius                | -siančias būsiančias         | -siančius dirbsiančius                  | -siančias dirbsiančias     |
| 具格 | -siančiais būsiančiais              | -siančiomis būsiančiomis     | -siančiais dirbsiančiais                | -siančiomis dirbsiančiomis |
| 位格 | -siančiuose būsiančiuose            | -siančiose būsiančiose       | -siančiuose dirbsiančiuose              | -siančiose dirbsiančiose   |

##### 現在受動分詞
現在受動分詞は、一般動詞の場合は3人称現在形に語尾 -mas / -ma をつけて作られる。存在動詞の場合は3人称現在形 (yra) から作られるわけではなく、以下の表のように esa の後に -mas / -ma を続けることで表現される。また、中性形は男性単数主格形の語尾 -s を省くことで作られる。
例・ "Šis namas statomas dabar." （この家は今建設されている。）
　　 "Čia rūkyti draudžiama." （ここは禁煙です。）
|      | 存在動詞 būti 「いる／ある」 | 存在動詞 būti 「いる／ある」 | 一般動詞 dirbti 「働く」 | 一般動詞 dirbti 「働く」 |
| 男性 | 女性                         | 男性                         | 女性                     |                          |
| 単数 |                              |                              |                          |                          |
| 主格 | -mas esamas                  | -ma esama                    | -mas dirbamas            | -ma dirbama              |
| 属格 | -mo esamo                    | -mos esamos                  | -mo dirbamo              | -mos dirbamos            |
| 与格 | -mam esamam                  | -mai esamai                  | -mam dirbamam            | -mai dirbamai            |
| 対格 | -mą esamą                    | -mą esamą                    | -mą dirbamą              | -mą dirbamą              |
| 具格 | -mu esamu                    | -ma esama                    | -mu dirbamu              | -ma dirbama              |
| 位格 | -mame esamame                | -moje esamoje                | -mame dirbamame          | -moje dirbamoje          |
| 複数 |                              |                              |                          |                          |
| 主格 | -mi esami                    | -mos esamos                  | -mi dirbami              | -mos dirbamos            |
| 属格 | -mų esamų                    | -mų esamų                    | -mų dirbamų              | -mų dirbamų              |
| 与格 | -miems esamiems              | -moms esamoms                | -miems dirbamiems        | -moms dirbamoms          |
| 対格 | -mus esamus                  | -mas esamas                  | -mus dirbamus            | -mas dirbamas            |
| 具格 | -mais esamais                | -momis esamomis              | -mais dirbamais          | -momis dirbamomis        |
| 位格 | -muose esamuose              | -mose esamose                | -muose dirbamuose        | -mose dirbamose          |
| 中性 |                              |                              |                          |                          |
|      | -ma esama                    | -ma esama                    | -ma dirbama              | -ma dirbama              |

また、形容詞と同様に限定形が存在する。格変化は以下の通り。
|      | 存在動詞 būti 「いる／ある」 | 存在動詞 būti 「いる／ある」 | 一般動詞 dirbti 「働く」  | 一般動詞 dirbti 「働く」 |
| 男性 | 女性                         | 男性                         | 女性                      |                          |
| 単数 |                              |                              |                           |                          |
| 主格 | -masis esamasis              | -moji esamoji                | -masis dirbamasis         | -moji dirbamoji          |
| 属格 | -mojo esamojo                | -mosios esamosios            | -mojo dirbamojo           | -mosios dirbamosios      |
| 与格 | -majam esamajam              | -majai esamajai              | -majam dirbamajam         | -majai dirbamajai        |
| 対格 | -mąjį esamąjį                | -mąja esamąja                | -mąjį dirbamąjį           | -mąja dirbamąja          |
| 具格 | -muoju esamuoju              | -mąja esamąja                | -muoju dirbamuoju         | -mąja dirbamąja          |
| 位格 | -majame esamajame            | -mojoje esamojoje            | -majame dirbamajame       | -mojoje dirbamojoje      |
| 複数 |                              |                              |                           |                          |
| 主格 | -mieji esamieji              | -mosios esamosios            | -mieji dirbamieji         | -mosios dirbamosios      |
| 属格 | -mųjų esamųjų                | -mųjų esamųjų                | -mųjų dirbamųjų           | -mųjų dirbamųjų          |
| 与格 | -miesiems esamiesiems        | -mosioms esamosioms          | -miesiems dirbamiesiems   | -mosioms dirbamosioms    |
| 対格 | -muosius esamuosius          | -mąsias esamąsias            | -muosius dirbamuosius     | -mąsias dirbamąsias      |
| 具格 | -maisiais esamaisiais        | -mosiomis esamosiomis        | -maisiais dirbamaisiais   | -mosiomis dirbamosiomis  |
| 位格 | -muosiuose esamuosiuose      | -mosiose esamosiose          | -muosiuose dirbamuosiuose | -mosiose dirbamosiose    |

##### 必要分詞
必要分詞 (reikiamybės dalyvis) は「〜なければならない」という意味を表す分詞で、動詞の不定形 -ti の後に -nas / -na を付けて表される。必要分詞は形容詞の第1変化と同様の格変化をする。
例・ "Tas žodis yra nevartotinas." （あの言葉を使ってはいけない。）
　　 "Turiu daug neatidėliotinų darbų." （私は、先延ばしにしてはいけない仕事を多く抱えている。）
|      | 存在動詞 būti 「いる／ある」 | 存在動詞 būti 「いる／ある」 | 一般動詞 dirbti 「働く」 | 一般動詞 dirbti 「働く」 |
|      | 男性                         | 女性                         | 男性                     | 女性                     |
| 単数 |                              |                              |                          |                          |
| 主格 | -ti-nas būtinas              | -ti-na būtina                | -ti-nas dirbtinas        | -ti-na dirbtina          |
| 属格 | -ti-no būtino                | -ti-nos būtinos              | -ti-no dirbtino          | -ti-nos dirbtinos        |
| 与格 | -ti-nam būtinam              | -ti-nai būtinai              | -ti-nam dirbtinam        | -ti-nai dirbtinai        |
| 対格 | -ti-ną būtiną                | -ti-ną būtiną                | -ti-ną dirbtiną          | -ti-ną dirbtiną          |
| 具格 | -ti-nu būtinu                | -ti-na būtina                | -ti-nu dirbtinu          | -ti-na dirbtina          |
| 位格 | -ti-name būtiname            | -ti-noje būtinoje            | -ti-name dirbtiname      | -ti-noje dirbtinoje      |
| 複数 |                              |                              |                          |                          |
| 主格 | -ti-ni būtini                | -ti-nos būtinos              | -ti-ni dirbtini          | -ti-nos dirbtinos        |
| 属格 | -ti-nų būtinų                | -ti-nų būtinų                | -ti-nų dirbtinų          | -ti-nų dirbtinų          |
| 与格 | -ti-niems būtiniems          | -ti-noms būtinoms            | -ti-niems dirbtiniems    | -ti-noms dirbtinoms      |
| 対格 | -ti-nus būtinus              | -ti-nas būtinas              | -ti-nus dirbtinus        | -ti-nas dirbtinas        |
| 具格 | -ti-nais būtinais            | -ti-nomis būtinomis          | -ti-nais dirbtinais      | -ti-nomis dirbtinomis    |
| 位格 | -ti-nuose būtinuose          | -ti-nose būtinose            | -ti-nuose dirbtinuose    | -ti-nose dirbtinose      |

また、形容詞と同様に限定形が存在する。格変化は以下の通り。
|      | 存在動詞 būti 「いる／ある」 | 存在動詞 būti 「いる／ある」 | 一般動詞 dirbti 「働く」      | 一般動詞 dirbti 「働く」    |
|      | 男性                         | 女性                         | 男性                          | 女性                        |
| 単数 |                              |                              |                               |                             |
| 主格 | -ti-nasis būtinasis          | -ti-noji būtinoji            | -ti-nasis dirbtinasis         | -ti-noji dirbtinoji         |
| 属格 | -ti-nojo būtinojo            | -ti-nosios būtinosios        | -ti-nojo dirbtinojo           | -ti-nosios dirbtinosios     |
| 与格 | -ti-najam būtinajam          | -ti-najai būtinajai          | -ti-najam dirbtinajam         | -ti-najai dirbtinajai       |
| 対格 | -ti-nąjį būtinąjį            | -ti-nąją būtinąją            | -ti-nąjį dirbtinąjį           | -ti-nąją dirbtinąją         |
| 具格 | -ti-nuoju būtinuoju          | -ti-nąja būtinąja            | -ti-nuoju dirbtinuoju         | -ti-nąja dirbtinąja         |
| 位格 | -ti-najame būtinajame        | -ti-nojoje būtinojoje        | -ti-najame dirbtinajame       | -ti-nojoje dirbtinojoje     |
| 複数 |                              |                              |                               |                             |
| 主格 | -ti-nieji būtinieji          | -ti-nosios būtinosios        | -ti-nieji dirbtinieji         | -ti-nosios dirbtinosios     |
| 属格 | -ti-nųjų būtinųjų            | -ti-nųjų būtinųjų            | -ti-nųjų dirbtinųjų           | -ti-nųjų dirbtinųjų         |
| 与格 | -ti-niesiems būtiniesiems    | -ti-nosioms būtinosioms      | -ti-niesiems dirbtiniesiems   | -ti-nosioms dirbtinosioms   |
| 対格 | -ti-nuosius būtinuosius      | -ti-nąsias būtinąsias        | -ti-nuosius dirbtinuosius     | -ti-nąsias dirbtinąsias     |
| 具格 | -ti-naisias būtinaisias      | -ti-nosiomis būtinosiomis    | -ti-naisias dirbtinaisias     | -ti-nosiomis dirbtinosiomis |
| 位格 | -ti-nuosiuose būtinuosiuose  | -ti-nosiose būtinosiose      | -ti-nuosiuose dirbtinuosiuose | -ti-nosiose dirbtinosiose   |

##### 半分詞
半分詞 (pusdalyvis) は状況語として機能する分詞で、文の述語と同じ主語で同じ時間を表す。日本語には「…しながら」などと訳される。文の主語に合わせて性や数が変化するが、格変化は持たない。不定形の語尾 -ti(s) を変化させることで表される。
例・ "Skubėdama Milda užmiršo pasiimti skėtį." （ミルダは急いでいて傘を取るのを忘れた。）
　　 "Eidami į universitetą mes užėjome į parduotuvę." （私たちは大学へ行く途中に店に立ち寄った。）
　　 "Nekalbėk valgydamas." （食べながら話すな。）
|      | 存在動詞 būti 「いる／ある」 | 存在動詞 būti 「いる／ある」 | 一般動詞 eiti 「行く」 | 一般動詞 eiti 「行く」 | 再帰動詞 mokytis 「学ぶ」 | 再帰動詞 mokytis 「学ぶ」 |
| 男性 | 女性                         | 男性                         | 女性                   | 男性                   | 女性                      |                           |
| 単数 | -damas būdamas               | -dama būdama                 | -damas eidamas         | -dama eidama           | -damasis mokydamasis      | -damasi mokydamasi        |
| 複数 | -dami būdami                 | -damos būdamos               | -dami eidami           | -damos eidamos         | -damiesi mokydamiesi      | -damosi mokydamosi        |

また、半分詞の前に前置詞 prieš が付されると、日本語では「〜する前に」と訳される表現となる。
例・ "Prieš važiuodamas į Vilnių, Andrius visada užsuka į Kauną." （アンドリュスはいつもヴィリニュスに行く前にカウナスに寄る。）

##### ブーディニース
ブーディニース（būdinys）は動詞の意味を強める働きをするものである。動詞不定形の語幹に -te を付加することにより得られ、基となった動詞を伴って表される。アクセントの位置は語幹が下降アクセントの場合はそのままで、上昇アクセントや短アクセントの場合は-teに移る。接頭辞つき動詞の接頭辞や再帰動詞の再帰要素はブーディニースには反映されない。
例:
- Àš taĩ neĩ žinóte nežinójau. - 私はそれを知るよしもなかった。
- Jìs juoktè juõkėsi. - 彼は笑いに笑った。

### 数詞

#### 基数詞

##### 1 から 10
1 から 9 までの基数詞は、名詞の性と格に一致して格変化する。なかでも 4 から 9 までは同様の格変化をする（男性: -i, -ių, -iems, -is, -iais, -iuose、女性: -ios, -ių, -ioms, -ias, -iomis, -iose）。2 が他の品詞と大きく異なる格変化をするのは、かつてリトアニア語に存在していた双数形の名残である。
10 (dešimt) は性を区別せず、格変化もしない。また、10 の場合は後に続く名詞は必ず属格となる。これは、 dešimt という数詞が名詞に由来するためである。なお、「10」を表す言葉として女性名詞（第3変化）の dešimtis が用いられることもある。これは数詞の dešimt とは異なり格変化を有するため、格を明確にする必要がある時によく用いられる。
例・ "Ta moteris ieško dešimt metų vaiko."
　　 "Ta moteris ieško dešimties metų vaiko."
※ 前者は „dešimt“ の格が分からないため「あの女性は10歳の子どもを探している」とも「あの女性は10年間子どもを探し続けている」とも受け取れる文であるのに対し、後者は „dešimties“ と属格であるために「あの女性は10歳の子どもを探している」という意味であることが明確に表されている。
| 男性 | 男性     | 男性        | 男性        | 男性       | 男性              |
|      | 1        | 2           | 3           | 4          | 5                 |
| ---- | -------- | ----------- | ----------- | ---------- | ----------------- |
| 主格 | vienas   | du          | trys        | keturi     | penki             |
| 属格 | vieno    | dviejų      | trijų       | keturių    | penkių            |
| 与格 | vienam   | dviem       | trims       | keturiems  | penkiems          |
| 対格 | vieną    | du          | tris        | keturis    | penkis            |
| 具格 | vienu    | dviem       | trimis      | keturiais  | penkiais          |
| 位格 | viename  | dviejuose   | trijuose    | keturiuose | penkiuose         |
|      | 6        | 7           | 8           | 9          | 10                |
| 主格 | šeši     | septyni     | aštuoni     | devyni     | dešimt （不変化） |
| 属格 | šešių    | septynių    | aštuonių    | devynių    | dešimt （不変化） |
| 与格 | šešiems  | septyniems  | aštuoniems  | devyniems  | dešimt （不変化） |
| 対格 | šešis    | septynis    | aštuonis    | devynis    | dešimt （不変化） |
| 具格 | šešiais  | septyniais  | aštuoniais  | devyniais  | dešimt （不変化） |
| 位格 | šešiuose | septyniuose | aštuoniuose | devyniuose | dešimt （不変化） |
| 女性 |          |             |             |            |                   |
|      | 1        | 2           | 3           | 4          | 5                 |
| 主格 | viena    | dvi         | trys        | keturios   | penkios           |
| 属格 | vienos   | dviejų      | trijų       | keturių    | penkių            |
| 与格 | vienai   | dviem       | trims       | keturioms  | penkioms          |
| 対格 | vieną    | dvi         | tris        | keturias   | penkias           |
| 具格 | viena    | dviem       | trimis      | keturiomis | penkiomis         |
| 位格 | vienoje  | dviejose    | trijose     | keturiose  | penkiose          |
|      | 6        | 7           | 8           | 9          | 10                |
| 主格 | šešios   | septynios   | aštuonios   | devynios   | dešimt （不変化） |
| 属格 | šešių    | septynių    | aštuonių    | devynių    | dešimt （不変化） |
| 与格 | šešioms  | septynioms  | aštuonioms  | devynioms  | dešimt （不変化） |
| 対格 | šešias   | septynias   | aštuonias   | devynias   | dešimt （不変化） |
| 具格 | šešiomis | septyniomis | aštuoniomis | devyniomis | dešimt （不変化） |
| 位格 | šešiose  | septyniose  | aštuoniose  | devyniose  | dešimt （不変化） |

「1」を表す数詞 vienas は、日本語で「ある…」と訳されるような場合には複数形にもなり得る。格変化は以下の通り。
|      | 単数    | 単数    | 複数     | 複数     |
|      | 男性    | 女性    | 男性     | 女性     |
| ---- | ------- | ------- | -------- | -------- |
| 主格 | vienas  | viena   | vieni    | vienos   |
| 属格 | vieno   | vienos  | vienų    | vienų    |
| 与格 | vienam  | vienai  | vieniems | vienoms  |
| 対格 | vieną   | vieną   | vienus   | vienas   |
| 具格 | vienu   | viena   | vienais  | vienomis |
| 位格 | viename | vienoje | vienuose | vienose  |

なお、「両方（の）」（英語の both に相当）という意味の代名詞 abu/abi も基数詞 du/dvi と類似の格変化となる。代名詞 abu/abi は、主格および対格では数詞 du/dvi を伴って abudu や abidvi とも表される。
|      | 数詞 du/dvi | 数詞 du/dvi | 代名詞 abu/abi | 代名詞 abu/abi |
|      | 男性        | 女性        | 男性           | 女性           |
| ---- | ----------- | ----------- | -------------- | -------------- |
| 主格 | du          | dvi         | abu(du)        | abi(dvi)       |
| 属格 | dviejų      | dviejų      | abiejų         | abiejų         |
| 与格 | dviem       | dviem       | abiem          | abiem          |
| 対格 | du          | dvi         | abu(du)        | abi(dvi)       |
| 具格 | dviem       | dviem       | abiem          | abiem          |
| 位格 | dviejuose   | dvijose     | abiejuose      | abijose        |

##### 11 から 19
11 から 19 までの基数詞は同様の格変化をする (-lika, -likos, -likai, -lika, -lika, -likoje) 。名詞の性は区別しない。また、後に続く名詞は必ず属格となる。
| 男性 および 女性 | 男性 および 女性 | 男性 および 女性 | 男性 および 女性 | 男性 および 女性 | 男性 および 女性 |
|                  | 11               | 12               | 13               | 14               | 15               |
| ---------------- | ---------------- | ---------------- | ---------------- | ---------------- | ---------------- |
| 主格             | vienuolika       | dvylika          | trylika          | keturiolika      | penkiolika       |
| 属格             | vienuolikos      | dvylikos         | trylikos         | keturiolikos     | penkiolikos      |
| 与格             | vienuolikai      | dvylikai         | trylikai         | keturiolikai     | penkiolikai      |
| 対格             | vienuolika       | dvylika          | trylika          | keturiolika      | penkiolika       |
| 具格             | vienuolika       | dvylika          | trylika          | keturiolika      | penkiolika       |
| 位格             | vienuolikoje     | dvylikoje        | trylikoje        | keturiolikoje    | penkiolikoje     |
|                  | 16               | 17               | 18               | 19               |                  |
| 主格             | šešiolika        | septyniolika     | aštuoniolika     | devyniolika      |                  |
| 属格             | šešiolikos       | septyniolikos    | aštuoniolikos    | devyniolikos     |                  |
| 与格             | šešiolikai       | septyniolikai    | aštuoniolikai    | devyniolikai     |                  |
| 対格             | šešiolika        | septyniolika     | aštuoniolika     | devyniolika      |                  |
| 具格             | šešiolika        | septyniolika     | aštuoniolika     | devyniolika      |                  |
| 位格             | šešiolikoje      | septyniolikoje   | aštuoniolikoje   | devyniolikoje    |                  |

##### 20 から 99
20 から 90 まで、10 の倍数にあたる数は、10 (dešimt) と同様に性を区別せず、格変化もしない。また、後に続く名詞は必ず属格となる。
| 男性 および 女性 | 男性 および 女性        | 男性 および 女性           | 男性 および 女性           | 男性 および 女性          |
|                  | 20                      | 30                         | 40                         | 50                        |
| ---------------- | ----------------------- | -------------------------- | -------------------------- | ------------------------- |
| 主格             | dvidešimt （不変化）    | trisdešimt （不変化）      | keturiasdešimt （不変化）  | penkiasdešimt （不変化）  |
| 属格             | dvidešimt （不変化）    | trisdešimt （不変化）      | keturiasdešimt （不変化）  | penkiasdešimt （不変化）  |
| 与格             | dvidešimt （不変化）    | trisdešimt （不変化）      | keturiasdešimt （不変化）  | penkiasdešimt （不変化）  |
| 対格             | dvidešimt （不変化）    | trisdešimt （不変化）      | keturiasdešimt （不変化）  | penkiasdešimt （不変化）  |
| 具格             | dvidešimt （不変化）    | trisdešimt （不変化）      | keturiasdešimt （不変化）  | penkiasdešimt （不変化）  |
| 位格             | dvidešimt （不変化）    | trisdešimt （不変化）      | keturiasdešimt （不変化）  | penkiasdešimt （不変化）  |
|                  | 60                      | 70                         | 80                         | 90                        |
| 主格             | šešiasdešimt （不変化） | septyniasdešimt （不変化） | aštuoniasdešimt （不変化） | devyniasdešimt （不変化） |
| 属格             | šešiasdešimt （不変化） | septyniasdešimt （不変化） | aštuoniasdešimt （不変化） | devyniasdešimt （不変化） |
| 与格             | šešiasdešimt （不変化） | septyniasdešimt （不変化） | aštuoniasdešimt （不変化） | devyniasdešimt （不変化） |
| 対格             | šešiasdešimt （不変化） | septyniasdešimt （不変化） | aštuoniasdešimt （不変化） | devyniasdešimt （不変化） |
| 具格             | šešiasdešimt （不変化） | septyniasdešimt （不変化） | aštuoniasdešimt （不変化） | devyniasdešimt （不変化） |
| 位格             | šešiasdešimt （不変化） | septyniasdešimt （不変化） | aštuoniasdešimt （不変化） | devyniasdešimt （不変化） |

また、21 から 99 までは合成数詞で、十の位を表す数と一の位を表す数を組み合わせて表される。一の位の数詞に合わせて格変化する。基本的にあとに続く名詞は複数形となるが、一の位が 1 の場合は単数形で表される（例・21 、31 、41 など）。
例・
- 21 = 20 (dvidešimt) + 1 (vienas / viena)

→ dvidešimt vienas / dvidešimt viena
- 32 = 30 (trisdešimt) + 2 (du / dvi)

→ trisdešimt du / trisdešimt dvi
- 43 = 40 (keturiasdešimt) + 3 (trys / trys)

→ keturiasdešimt trys / keturiasdešimt trys
- 54 = 50 (penkiasdešimt) + 4 (keturi / keturios)

→ penkiasdešimt keturi / penkiasdešimt keturios
- 99 = 90 (devyniasdešimt) + 9 (devyni / devynios)

→ devyniasdešimt devyni / devyniasdešimt devynios

##### 100
100を表す基数詞は、第1変化の名詞 (-as) と同じ格変化となる。
| 男性 および 女性 | 男性 および 女性 | 男性 および 女性 |
|                  | 単数             | 複数             |
| ---------------- | ---------------- | ---------------- |
| 主格             | šimtas           | šimtai           |
| 属格             | šimto            | šimtų            |
| 与格             | šimtui           | šimtams          |
| 対格             | šimtą            | šimtus           |
| 具格             | šimtu            | šimtais          |
| 位格             | šimte            | šimtuose         |
| 呼格             | šimte            | šimtai           |

##### 集合数詞
1 から 9 までの基数詞には通常のもののほか集合数詞もあり、metai（「年」）やdurys（「ドア」）といった単数形がなく複数形しかない名詞にはこの集合数詞が用いられる。
| 男性 | 男性        | 男性          | 男性          | 男性         | 男性        |
|      | 1           | 2             | 3             | 4            | 5           |
| ---- | ----------- | ------------- | ------------- | ------------ | ----------- |
| 主格 | vieneri     | dveji         | treji         | ketveri      | penkeri     |
| 属格 | vienerių    | dvejų         | trejų         | ketverių     | penkerių    |
| 与格 | vieneriems  | dvejiems      | trejiems      | ketveriems   | penkeriems  |
| 対格 | vienerius   | dvejus        | trejus        | ketverius    | penkerius   |
| 具格 | vieneriais  | dvejais       | trejais       | ketveriais   | penkeriais  |
| 位格 | vieneriuose | dvejuose      | trejuose      | ketveriuose  | penkeriuose |
|      | 6           | 7             | 8             | 9            |             |
| 主格 | šešeri      | septyneri     | aštuoneri     | devyneri     |             |
| 属格 | šešerių     | septynerių    | aštuonerių    | devynerių    |             |
| 与格 | šešeriems   | septyneriems  | aštuoneriems  | devyneriems  |             |
| 対格 | šešerius    | septynerius   | aštuonerius   | devynerius   |             |
| 具格 | šešeriais   | septyneriais  | aštuoneriais  | devyneriais  |             |
| 位格 | šešeriuose  | septyneriuose | aštuoneriuose | devyneriuose |             |
| 女性 |             |               |               |              |             |
|      | 1           | 2             | 3             | 4            | 5           |
| 主格 | vienerios   | dvejos        | trejos        | ketverios    | penkerios   |
| 属格 | vienerių    | dvejų         | trejų         | ketverių     | penkerių    |
| 与格 | vienerioms  | dvejoms       | trejoms       | ketverioms   | penkerioms  |
| 対格 | vienerias   | dvejas        | trejas        | ketverias    | penkerias   |
| 具格 | vieneriomis | dvejomis      | trejomis      | ketveriomis  | penkeriomis |
| 位格 | vieneriose  | dvejose       | trejose       | ketveriose   | penkeriose  |
|      | 6           | 7             | 8             | 9            |             |
| 主格 | šešerios    | septynerios   | aštuonerios   | devynerios   |             |
| 属格 | šešerių     | septynerių    | aštuonerių    | devynerių    |             |
| 与格 | šešerioms   | septynerioms  | aštuonerioms  | devynerioms  |             |
| 対格 | šešerias    | septynerias   | aštuonerias   | devynerias   |             |
| 具格 | šešeriomis  | septyneriomis | aštuoneriomis | devyneriomis |             |
| 位格 | šešeriose   | septyneriose  | aštuoneriose  | devyneriose  |             |

#### 序数詞
序数詞は日本語では「…つ目の」「…番目の」と訳される。格変化は形容詞と同じ格変化をする（第1変化）。
|    | 男性           | 女性          |
| -- | -------------- | ------------- |
| 1  | pirmas         | pirma         |
| 2  | antras         | antra         |
| 3  | trečias        | trečia        |
| 4  | ketvirtas      | ketvirta      |
| 5  | penktas        | penkta        |
| 6  | šeštas         | šešta         |
| 7  | septintas      | septinta      |
| 8  | aštuntas       | aštunta       |
| 9  | devintas       | devinta       |
| 10 | dešimtas       | dešimta       |
| 11 | vienuoliktas   | vienuolikta   |
| 12 | dvyliktas      | dvylikta      |
| 13 | tryliktas      | trylikta      |
| 14 | keturioliktas  | keturiolikta  |
| 15 | penkioliktas   | penkiolikta   |
| 16 | šešioliktas    | šešiolikta    |
| 17 | septynioliktas | septyniolikta |
| 18 | aštuonioliktas | aštuoniolikta |
| 19 | devynioliktas  | devyniolikta  |
| 20 | dvidešimtas    | dvidešimta    |

21 以上の場合は、基数詞と同様に、十の位を表す数と一の位を表す数を組み合わせて表される。
例・
- 21 = 20 (dvidešimt) + 1 (pirmas / pirma)

→ dvidešimt pirmas / dvidešimt pirma
- 32 = 30 (trisdešimt) + 2 (antras / antra)

→ trisdešimt antras / trisdešimt antra
- 43 = 40 (keturiasdešimt) + 3 (trečias / trečia)

→ keturiasdešimt trečias / keturiasdešimt trečia
- 54 = 50 (penkiasdešimt) + 4 (ketvirtas / ketvirta)

→ penkiasdešimt ketvirtas / penkiasdešimt ketvirta
- 99 = 90 (devyniasdešimt) + 9 (devintas / devinta)

→ devyniasdešimt devintas / devyniasdešimt devinta

#### 数詞と関連する副詞
以上の数詞と関連する副詞として、以下がある。
|            | 日本語                     |
| ---------- | -------------------------- |
| dviese     | 2人で                      |
| trise      | 3人で                      |
| keturiese  | 4人で                      |
| penkiese   | 5人で                      |
| šešiese    | 6人で                      |
| septyniese | 7人で                      |
| aštuoniese | 8人で                      |
| devyniese  | 9人で                      |
| keliese    | 数人で、（疑問文で）何人で |

例・ "Ėjome dviese." （〔私たちは〕2人で行きます）
　　 "Jie buvo trise atėję." （彼らは3人でやって来た）
　　 "Jie keturiese tai padarė." （彼らはそれを4人で行った）
　　 "Jie vaikščiojo penkiese." （彼らは5人で歩いた）
　　 "Keliese dirbate?" （〔あなた方は〕何人で働いていますか？）
　　 "Dirbame šešiese." （〔私たちは〕6人で働いています）

### 前置詞
前置詞の後に続く名詞などの格は、前置詞によって属格、対格あるいは具格をとる。なお、前置詞 po および už は、その意味によって後に続く格が異なる。その他の前置詞については、その意味にかかわらず後に続く格が決まっている。

#### 後に属格が続く前置詞
- ant 〈…の上に〉
  - ant kalno 〈山の上に〉
- anot 〈…によれば〉
- iki 〈…まで〉
  - iki pasimatymo 〈また出会う時まで〉
- iš 〈…から〉
  - iš delnų 〈両手から〉
  - iš viršaus 〈上から〉；　〈上空から〉
- nuo 〈…から〉
  - nuo nakties 〈夜から〉
- pasak 〈…によれば〉
- po 〈…の後に〉
  - po lietaus 〈雨の後〉
- prie 〈…のそばに〉
  - prie namo 〈家のそばに〉
- šalia 〈…の隣りに〉
- tarp 〈…の間に〉
  - tarp medžių 〈木々の間に〉
  - tarp žemės ir dangaus 〈地と天との間〉
- už 〈…の後ろに〉；〈…の向こう側に〉
  - už lango 〈窓の向こう側に〉

#### 後に対格が続く前置詞
- apie 〈…について〉
  - apie namą 〈家について〉
- aplink 〈…の周りに〉
  - aplink bokštą 〈塔の周りに〉
- į 〈…へ〉
  - į viršų 〈上へ〉
- pas 〈…の許へ〉
  - pas motiną 〈母の許へ〉
- per 〈…を通って〉；　〈…中〉
  - per naktį 〈夜通し〉
- po 〈…中を（あちこち）〉
  - po Lietuvą 〈リトアニア中を〉
- prieš 〈…の前に〉
  - prieš parduotuvę 〈店の前に〉
- pro 〈…を通って〉
  - pro duris 〈ドアを通って〉
- už 〈…のために〉
  - už tėvynę 〈祖国のために〉

#### 後に具格が続く前置詞
- po 〈…の下に〉
  - po medžiu 〈木の下に〉
- su 〈…と共に〉
  - su motina 〈母と共に〉
- sulig
- ties 〈…の目の前で〉

### 接続詞
リトアニア語の接続詞の例は以下のとおり。
- ar - 文頭に置かれる場合は諾否疑問文を表す（「…ですか」）。選択を表すこともある（arbaと同様）。
- arba - 複数の中からの選択を表す（「…か…」「または」「あるいは」）
- bet - 逆接を表す（「…が」「しかし」）
- ir - 並列を表す（「と」「および」）
- jei - 仮定を表す（「もし」）
- jeigu - 仮定を表す（「もし」）
- kad - 名詞節を表す（「…ということ」）
- kadangi - 原因、理由を表す（「なぜなら」）
- kol - （「…まで」）
- nes - 原因、理由を表す（「なぜなら」）
- tačiau - 逆接を表す（「しかし」）

## 他言語との関係
リトアニア語に最も近い現存する言語はラトビア語と言われている。ラトビア語もリトアニア語と同様にインド・ヨーロッパ語族のバルト語派に属しており、両者のあいだには類似の文法的特徴や共通の語源を持つ単語も少なくない。
また、リトアニア語はインド・ヨーロッパ語族の中でも最も古い特徴を有する言語であると言われており、サンスクリット語や古代ペルシャ語などとの共通点も指摘されている。
その一例としてはリトアニア語のことわざがあげられる。リトアニア語で「神は歯をくださり、神はまたパンもくださるだろう」ということわざがあるが、これはリトアニア語では Dievas davė dantis, dievas duos ir duonos と表現される。同様の表現はサンスクリット語では Devas adat dantis, devas dasyati dhanas と表現され、ここには多くの共通点が見られる。
また現代のリトアニア語には借用語も多く、2770語ある借用語の大半はポーランド語、ベラルーシ語、ドイツ語に由来する。近年では英語からの借用語も増えてきており、「コンピュータ」を意味する kompiuteris は英語の "computer" に由来し、「ロックアウト」を意味する Lokautas は英語の "lock out" から来ている。

## 表現
- リトアニア: Lietuva
- リトアニア人: ［男性形］lietuvis ([lĭetuvis]), ［女性形］lietuvė
- リトアニア語で: lietuviškai ([lĭetuviʃkaĭ])
- 日本: Japonija
- 日本人: ［男性形］japonas, ［女性形］japonė
- 日本語で: japoniškai
- こんにちは（くだけた表現）: Labas. ([lābas])
- おはようございます: Labas rytas.
- こんにちは（丁寧な表現）: Laba diena.
- こんばんは: Labas vakaras.
- さようなら（くだけた表現）: Iki. ([iki])
- さようなら（丁寧な表現）: Viso gero.
- どうぞ: prašau ([praʃaŭ])
- ありがとうございます: ačiū ([ātʃiū])
- それ: ［男性形］tas, ［女性形］ta
- いくらですか？: Kiek kainuoja? ([kĭek kainuoja])
- はい: taip ([taĭp])
- いいえ: ne ("ne")
- ごめんなさい: atsiprašau ([atsipraʃaŭ])
- （私は）わかりません: nesuprantu ([nesuprantu])
- あなたは英語を話すことができますか？: (Ar) Kalbate angliškai? ([/ar/ kalbate āngliʃkaĭ ?])
- あなたは日本語を話すことができますか？: (Ar) Kalbate japoniškai?
- 私は日本から来ました: Aš iš Japonijos.
- …は何処ですか？: Kur yra …? ([kur īra?])

### 辞書
リトアニア語辞書
- Norkaitienė, Milda, Rita Šepetytė, and Zita Šimėnaitė. Mokomasis lietuvių kalbos žodynas. Vilnius: Baltos lankos, 2000. ISBN 9955000627

リトアニア・英語辞書
- Piesarskas, Bronius, and Bronius Svecevičius. Lietuvių-anglų kalbų žodynas. Vilnius: Žodynas, 2009. ISBN 9986465567
- （兼英語・リトアニア語辞書） Martsinkyavitshute, Victoria. Hippocrene Concise Dictionary: Lithuanian-English/English-Lithuanian. New York: Hippocrene Books, 2012. ISBN 978-0-7818-0151-5

英語・リトアニア語辞書
- Svecevičius, Bronius. Anglų-lietuvių kalbų žodynas. Vilnius: Žodynas, 2004. ISBN 9986465516

リトアニア・日本語辞書
- Zykas, Aurelijus. "Internetinis japonų-lietuvių kalbų žodynas". Kaunas: Vytauto Didžiojo universitetas, 2016. ISBN 9786094671722
- 村田郁夫『リトアニア語基礎1500語』第2版、大学書林、2003年。ISBN 4-475-01112-4

漢字・リトアニア語辞書
- Švambarytė, Dalia. Japonų-lietuvių kalbų hieroglifų žodynas〔漢リ字典〕. Vilnius: Alma Littera, 2002. ISBN 9955-08-130-9

オンライン辞書
- Lietuvių Anglų žodynas - リトアニア・英語
- Anglų Lietuvių žodynas - 英・リトアニア語
- Dictionaric - dictionnaire en ligne - 仏・リトアニア語、リトアニア・仏語